# Pitulice mică
Pitulicea mică (Phylloscopus collybita), numită și pitulice verde mică, este o pasăre mică, insectivoră, parțial migratoare din familia filoscopide (Phylloscopidae) care cuibărește în cea mai mare parte a Europei și în vestul Rusiei (spre est până în Peninsula Kanin și Ural), cu populații izolate în Turcia, Caucaz, Transcaucazia și Iran. Iernează în estul, nord-vestul și vestul Africii, Orientul Mijlociu, peninsula Arabică, regiunea mediteraneană din sud-vestul Europei și Balcani. Cuibărește atât în pădurile de foioase, mixte sau de conifere cu subarboret mic din regiunile de câmpie, cât și în habitatele antropice precum parcuri, livezi, perdele forestiere de protecție, cimitire vechi și grădini. În Alpi, Carpați, Caucaz, Ural și în Altai, cuibărește în pădurile mixte de stejar și conifere, până la 2000 m. Preferă pădurile de foioase, cu fag, stejar, alun sau salcie, dar în centrul și estul arealului poate fi găsită și în păduri de conifere cu pin, molid sau brad. Frecvent întâlnită în stufărișuri și păduri umede de arin și salcie din văile râurilor, mai ales în sudul arealului. În România și în Republica Moldova este o specie comună. Populația din România este estimată la 2.500.000-5.000.000 de perechi cuibăritoare, iar cea din Republica Moldova la 30.000-50.000 de perechi cuibăritoare. Sosește primăvară la sfârșitul lunii martie - începutul lunii aprilie. În septembrie-octombrie migrează spre cartierele de iarnă. Este o pasăre de talie mică, are o lungime de 11-12 cm și o greutate de 6-10,9 g. Atinge în libertate longevitatea maximă de 8 ani. Sexele sunt asemănătoare după culoarea penajului, dar femela este mai mică decât mascul. Subspecia nominată (Phylloscopus collybita collybita) are părțile superioare verde-măslinii, cu o nuanță brun-cenușie spălăcită. Remigele aripilor și rectricele cozii de culoare brună sunt tivite îngust pe margini cu verde-măsliniu deschis. Proiecția remigelor primare este relativ scurtă. Peste ochi trece o dungă întunecată, care împarte în două inelul ocular albicios și îngust. Sprânceana deasupra ochiului este de obicei scurtă și slab vizibilă, de culoare gălbui-deschisă (primăvară) până la galben-albicioasă. Obrazul și regiunea auriculară brun-măslinii. Părțile inferioare aproape în întregime de culoare albă spălăcită sau alb-murdară. Laturile pieptului și flancurile gălbui, cu o ușoară tentă brună. Adesea cu pete alungite (striații) distincte brun-gălbui pe laturile pieptului, în special toamna. Tectricele subcodale cu o ușoară nuanță variabilă brun-gălbuie și albă până la alb-gălbuie. Tectricele subalare și axilare galben-deschise ca lămâia, de obicei, clar vizibile la curbura aripii închise. Irisul brun-închis. Ciocul subțire, în cea mai mare parte brun-închis sau negricios. Picioarele negricioase sau brun-închise, cu talpa galbenă. Se recunoaște foarte ușor după cântecul tipic "cif-ciaf, cif-ciaf, cif-ciaf..." emis în  epoca reproducerii. Este o pasăre agilă și rar sta într-un singur loc. Se deplasează prin frunziș destul de repede, fâlfâind din aripi și legănând din coadă, pe care adesea o coboară în jos, mai ales în afara sezonului de reproducere. Se hrănește mai ales cu insecte, ouăle și larvele lor, precum și cu păianjeni și alte artropode; consumă uneori semințe și bobițe, în special toamnă. Își caută hrana în toate etajele vegetației, de la pământ până în coronamentul copacilor. Prinde insectele mai ales în frunzișul copacilor, în tufișuri și vegetația joasă, uneori și pe pământ. Este o specie folositoare care consumă mulți vătămători periculoși ai silviculturii, cum sunt omizile cotarului de stejar, gândacii tăietori de frunze etc. Pitulicea mică este o specie monogamă, dar există și cazuri de poligamie. Legătura dintre parteneri durează doar un sezon de reproducere. Primii sosesc din cartierele de iernare masculii, care își apără teritoriul și atrag femelele cu cântece, căderi în picaj pe lângă ele și zboruri planate.  Împerecherea are loc la sfârșitul lui aprilie și începutul lui mai. Femela construiește singură un cuib bine camuflat, foarte mic, rotund, cu o intrare laterală, care este așezat direct pe sol sau foarte aproape de acesta în vegetația bogată din lizierele pădurilor sau în poieni, zonele cu subarboret, terasamente de drumuri forestiere etc. Cuibul este construit din bețișoare, iarbă, mușchi, resturi vegetale, frunze uscate, fiind căptușit în interior cu frunze fine și pene. Ponta este depusă în mai și constă din 5-9 ouă albe cu pete fine roșcate. A doua pontă este depusă în iunie cu un număr mai mic de ouă (4-5 ouă). Femela clocește singură ouăle timp de 13 zile, însă uneori și 14-15 zile. Puii din cuib sunt hrăniți de femelă, uneori ajutată și de mascul; ei părăsesc cuibul la vârsta de 14-15 zile, însă în condiții cu hrană mai putină chiar la 17 zile. Ei sunt încă hrăniți de adulți timp de 4 săptămâni după părăsirea cuibului. În prezent sunt recunoscute cinci subspecii (collybita, abietinus, brevirostris, caucasicus, menzbieri). În România se întâlnesc 3 subspecii - Phylloscopus collybita collybita (cuibărește), Phylloscopus collybita abietinus (în pasaj) și  Phylloscopus collybita tristis - pitulicea mică siberiană (apare accidental toamna și iarna). În Republica Moldova cuibărește subspecia Phylloscopus collybita abietinus, iar supspecia Phylloscopus collybita collybita este întâlnită în pasaj.

## Denumirea
Denumirea latină Phylloscopus a genului, provine din cuvintele latine phyllo (din greacă phullon) = frunză + scopus (din greacă skopos) = cercetător, observator, examinator, căutător, deoarece acest gen include specii care își petrec o mare parte din timpul lor hrănindu-se în arbori "examinând frunzele". Denumirea latină a speciei collybita provine din cuvântul latin collybista, preluat din cuvântul grec kollubistēs (κολλυβιστης) = zaraf (din kollubos (κολλυβος) = monedă mică); în Normandia pitulicea mică era cunoscută sub numele de "Compteur d'argent" (numărător de bani), din cauza cântecului său asemănător cu zăngănitul monedelor.
Denumirea română de pitulicea mică arată că această pitulice este destul de mică comparativ cu alte specii de pitulici.

## Subspecii și arealul
Pitulice mică este un oaspete de vară migrator sau sedentar, comun și larg răspândit în Eurasia, din Insulele Britanice și Scandinavia spre est prin nordul și centrul Siberiei până la râul Kolîma, și spre sud până nordul regiunii mediteraneene, fosta Iugoslavie, Bulgaria, România, Republica Moldova, Ucraina, vestul Turciei, nordul Iranului, sudul Rusiei, sud-vestul Siberiei,  nordul Kazahstanului și nordul Mongoliei. Iernează în regiunea mediteraneană, nordul și nord-estul Africii spre est până în India.
Cinci sau șase subspecii sunt recunoscute: collybita,  abietinus, brevirostris, caucasicus, menzbieri și tristis (mai mulți autori consideră subspecia Phylloscopus collybita tristis ca o specie distinctă Phylloscopus tristis):
- Phylloscopus collybita collybita (Vieillot, 1817)  - pitulicea mică vest-europeană - subspecia nominată - cuibărește în vestul, centrul și sudul Europei din Insulele Britanice spre est prin Danemarca, Germania până în sud-vestul Poloniei și sudul Suediei, și la sud din Franța și nord-centrul și nord-estul Spaniei prin Pirinei, Italia, Sicilia, fosta Iugoslavie, Grecia până în Balcani, Ungaria, România, Bulgaria și nord-vestul Turciei. Intergradează cu Phylloscopus collybita abietinus în nord-estul Germaniei și în nordul și estul Poloniei. Iernează în partea de sud a arealului de reproducere în regiunea mediteraneană (sporadic până în sudul Irlandei, centrul Angliei și Olanda) și din nord-vestul și vestul Africii (inclusiv Insulele Canare, la sud până în Senegal și Sudan) până în Orientul Mijlociu.

- Phylloscopus collybita abietinus (Nilsson, 1819)  - pitulicea mică est-europeană - cuibărește în nordul și estul Europei din Scandinavia (Suedia și Norvegia cu excepția sudului acestor țări și centrul Finlandei), nord-estul Poloniei, Statele Baltice, Bielorusia și vestul Rusiei, spre est până în Peninsula Kanin și Ural, spre sud până Ucraina, Republica Moldova. În timpul migrației apare rar în Marea Britanie, Olanda, Belgia, vestul Franței, Iberia și Maroc. Intergradează cu Phylloscopus collybita collybita în nord-estul Germaniei și în nordul și estul Poloniei și cu subspecia "fulvescens" (Phylloscopus collybita tristis vestică) în estul Rusiei și regiunea Uralilor. Iernează în sud-estul Europei - în Balcanii și insulele mediteraneene de est, nord-estul și estul Africii (Egipt, Sudan, Etiopia și nordul Keniei), sudul regiunii caspice și Orientul Mijlociu - sud-vestul Iranului, Irak și Arabia.

- Phylloscopus collybita brevirostris (Strickland, 1837)  - sedentară în regiunile muntoase din nord-vestul și nordul Turciei. Nu diferă prea mult de subspecia Phylloscopus collybita collybita și este inclusă uneori în această subspecie.

- Phylloscopus collybita caucasicus Loskot, 1991 - pitulicea mică caucaziană - sedentară în Caucaz și Transcaucazia, spre sud până în nord-vestul și nordul Iranului. Nu diferă semnificativ de subspecia Phylloscopus collybita abietinus și este inclusă uneori în această subspecie.

- Phylloscopus collybita menzbieri Shestoperov, 1937  - sedentară în nord-estul Iranului și sud-vestul Turkmenistanului (în munții Kopetdag din nordul Iranului și sudul Turkmenistanului, estul munților Elburz și Munții Khorasan). Probabil se deplasează în principal pe distanțe scurte în timpul iernii, dar unele pot ajunge la Golful Persic.

- Phylloscopus collybita tristis Blyth, 1843 - pitulicea mică siberiană - cuibărește la est de subspecia Phylloscopus collybita abietinus în partea estică a Rusiei, de la Peninsula Kanin, bazinul Peciorei și Munții Ural prin Siberia spre est până la râul Kolîma (posibil până la râul Anadîr), la nord până la limita vegetației arborescente, la sud până în sudul munților Ural, nordul Kazahstanului, sudul Siberiei, lacul Baikal, Altai, nord-vestul Chinei și nord-vestul Mongoliei. Iernează în sudul și sud-estul Asiei - în Arabia, sudul Irakului, sudul Iranului și Himalaia joasă, la est până în Nepal, regiunile premontane din Bhutan, în India (din Sikkim și nordul Bengalului până în Uttara Kannada și Madhya Pradesh) și Bangladeș.  Apare regulat în timpul pasajului și din când în când iarna până în vestul Europei, mai ales în Olanda și Insulele Britanice, dar a fost întâlnită și în România. Subspecia Phylloscopus collybita fulvescens (Severtzov, 1873) (subspecia tristis vestică) din vestul Siberiei (de la munții Ural și Peciora până la Enisei) este considerată ca o populație vestică a subspeciei Phylloscopus collybita tristis, dar are unele caractere intermediare cu subspecia abietinus.[23]

În trecut în această specie erau incluse și alte subspecii, care acum sunt considerate specii aparte. Dementiev (1954) menționează nouă subspecii, care diferă în funcție de culoare, mărime și raportul remigelor aripilor:
- Phylloscopus collybita collybitus Vieillot, 1817 - în vestul și sudul Europei;

- Phylloscopus collybita abietinus Nilsson, 1819 – în nordul și estul Europei, Asia Mică și Caucaz;

- Phylloscopus collybita tristis Blyth, 1843 – în Siberia;

- Phylloscopus collybita menzbieri Schestoperow, 1937 – în Munții Turkmeno-Khorasan;

- Phylloscopus collybita ibericus (Phylloscopus collybita brehmii) Ticehurst, 1936 – în Peninsula Iberică și nord-vestul Africii (Algeria); în prezent este considerată o specie aparte - pitulicea iberică (Phylloscopus ibericus);

- Phylloscopus collybita canariensis Hartwig, 1886 – în Insulele Canare, cu excepția insulei Lanzarote; în prezent este considerată o subspecie Phylloscopus canariensis canariensis a pitulicii de Canare (Phylloscopus canariensis);

- Phylloscopus collybita exsul Hartert, 1907 – în insula Lanzarote; în prezent este considerată o subspecie Phylloscopus canariensis exsul a pitulicii de Canare (Phylloscopus canariensis);

- Phylloscopus collybita sindianus Brook, 1880 – în Pamir și Himalaia; în prezent este considerată o subspecie Phylloscopus sindianus sindianus a pitulicii mici estice (Phylloscopus sindianus);

- Phylloscopus collybita lorenzii Lorenz, 1887 – în Caucaz; în prezent este considerată o subspecie Phylloscopus sindianus lorenzii a pitulicii mici estice (Phylloscopus sindianus) sau ca o specie aparte Phylloscopus lorenzii (pitulicea caucaziană).

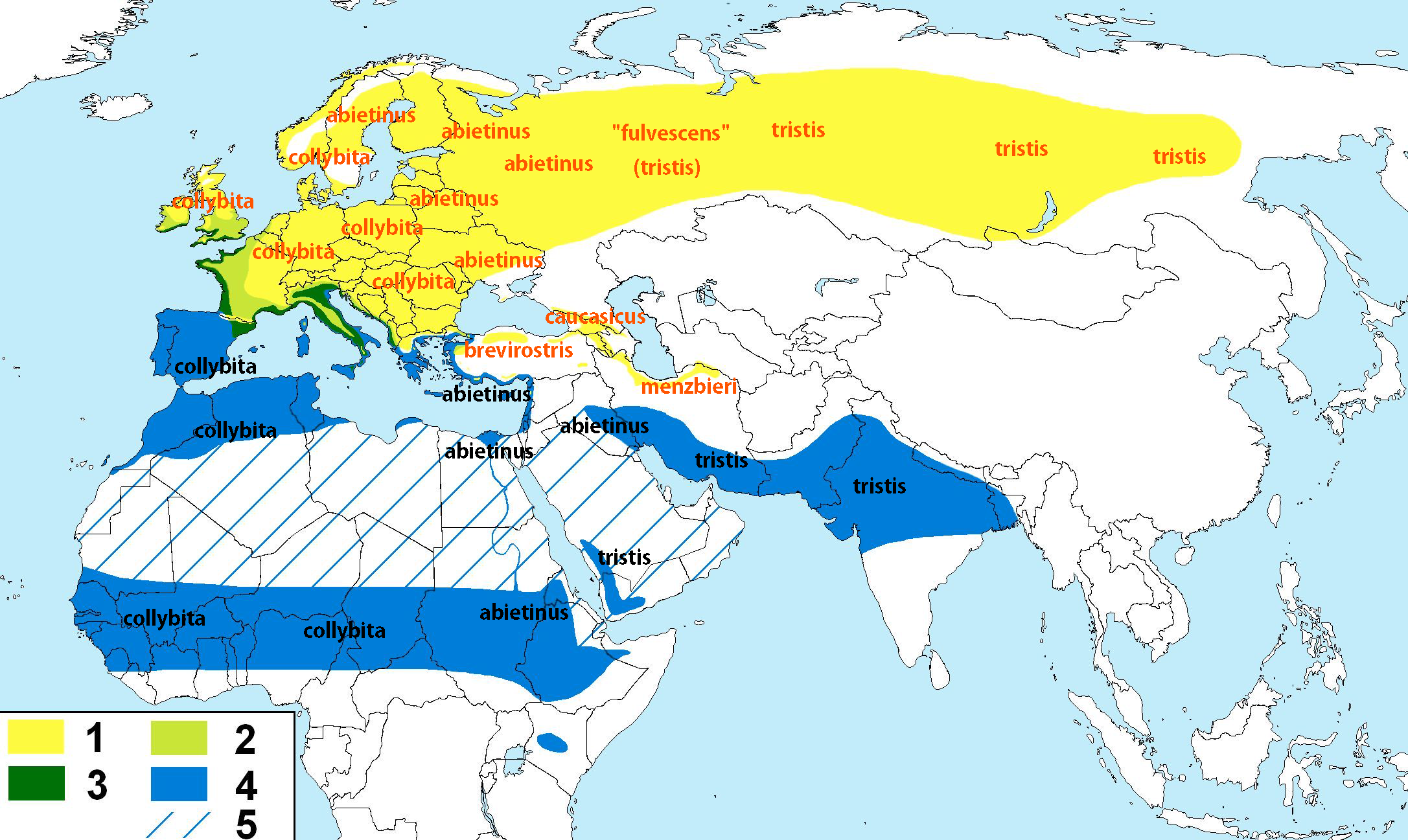
Subspeciile.
1. Arealul de reproducere (oaspete de vară, cuibăreşte)
2. Cuibăreşte, un număr mic iernează
3. Cuibăreşte și iernează
4. Cartierele de iernare
5. Zonele unde specia este observată în timpul migrației

## Taxonomia
Pitulicea mică a fost descrisă sub denumirea științifică Sylvia collybita de ornitologul francez Louis Jean Pierre Vieillot în 1817 în Normandia, Franța.
În prezent sunt recunoscute cinci sau șase subspecii ale pitulicii mici. Subspecia tristis (pitulicea mică siberiană), este considerată de mai mulți autori ca o specie distinctă Phylloscopus tristis.
Diferența genetică (pe baza analizii citocromului b și a ADN-ului mitocondrial) dintre subspecia collybita (sau caucasicus) a pitulicii mici și pitulicea caucaziană (Phylloscopus lorenzii) este de 3,6%, iar statutul de specie a acesteia din urmă este susținut în plus de diferențele morfologice și de separarea ecologică în aceleași locuri de cuibărit. Cântecul pitulicii caucaziene este foarte asemănător cu cântecul subspeciilor collybita și abietinus (dar strigătul este mai asemănător cu cel al subspeciei tristis).
După cum a subliniat Dean și Svensson (2005), dovezile actuale sunt încă insuficiente pentru a susține dacă forma tristis ar trebui considerată ca o specie separată sau o subspecie a pitulicii mici, și mai mulți autori o consideră ca o subspecie a pitulicii mici. Hibridizarea dintre subspeciile tristis și abietinus unde ele vin în contact în estul Rusiei se pare că este destul de comună pe baza cântecului și morfologiei, ceea ce arată că acestea se află încă într-un stadiu incipient de separare. Helbig et al. (1996) a arătat că diferența genetică dintre subspeciile tristis și collybita este de 1,7%, ceea ce este oarecum mai mică decât cea găsită în mod normal între speciile de pitulici, dar este o valoare acceptabilă între subspecii. Dar a considera pur și simplu că orice pitulicea mică care are un strigăt monoton (invariabil în ton) aparține subspeciei tristis, fără a ține cont de variația penajului pare riscantă, și prin urmare sunt necesare mai multe studii a vocii și utilizarea strigătelor pentru identificare ar trebui probabil limitate la Orientul Mijlociu. Această abordare prudentă, dar întemeiată, poate fi aplicată în mod similar și păsărilor din Turcia și Europa toamna, când pitulicile mici din locurile de cuibărit îndepărtate își fac apariția în mod obișnuit și trebuie examinat atent penajul pentru a le putea identifica în mod sigur.
Pe dovezile actuale, subspecia "fulvescens" ("tristis vestică", din vestul Eniseiului) pare prea subtilă și variabilă pentru identificare, iar interacțiunea ei cu subspecia abietinus este insuficient cunoscută, pentru a fi acceptată ca o subspecie suficient de distinctă. Exemplare muzeale din locurile de cuibărit sunt rare, iar locurile de colectare a lor sunt variabile din punct de vedere geografic, și prin urmare nu sunt complet concludente; în consecință, diverse cercetări pot oferi o evaluare diferită a subspecia "fulvescens".
În ceea ce privește subspecia "caucasicus" (Loskot 1991), trebuie menționat faptul că Helbig et al. (1996) a constatat că subspecia "caucasicus" diferă genetic numai cu 0,2% de păsările cuibăritoare din vestul Turciei, și de aceea mulți autori o includ în subspecia collybita. În mod evident, sunt necesare mai multe cercetări în întreaga zonă de cuibărit a acestei subspecii.

## Identificarea

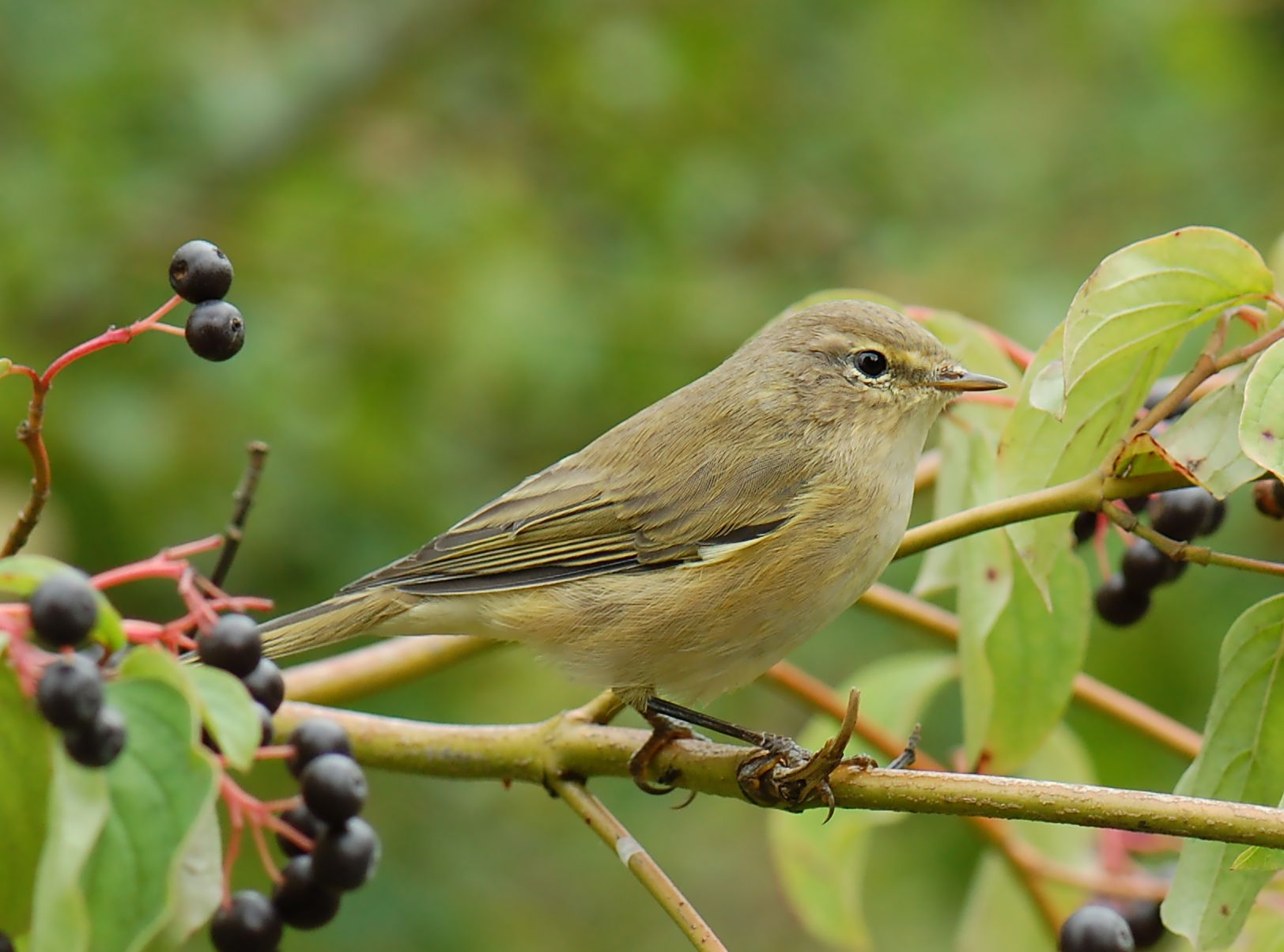
Pitulice mică în Germania

Pitulicea mică este destul de asemănătoare cu pitulicea fluierătoare, dar ceva mai mică, mai îndesată și cu un colorit mai șters. Părțile superioare sunt verzi-brunii (brun-măslinii) cu o nuanță brun-cenușie, părțile inferioare alb-murdare cu o nuanță variabilă gălbuie și ocru (brun-gălbuie) pe gâtlej și piept. Laturile pieptului și flancurile gălbui cu o nuanță mai distinctă ocru-brună, mai ales toamna, decât cea de la pitulicea fluierătoare.
Se distinge de pitulicea fluierătoare prin: strigătul diferit, obiceiul unic a-și mișca în jos coadă în mod repetat când umblă pe crengi (pitulicea fluierătoare nu face așa ceva), picioarele mai întunecate, brun-cenușii sau negricioase; ciocul mai subțire, adesea destul de întunecat; de obicei sprânceana destul de scurtă, palidă și slab vizibilă; dunga de peste ochi moderat întunecată împarte anterior și posterior inelul ocular albicios bine conturat, regiunea de sub ochi și regiunea auriculară destul de uniform întunecate și prin urmare semiluna oculară inferioară albă devine mai evidentă; proiecția remigelor primare mai scurtă.

## Descrierea (Subspecia nominată)

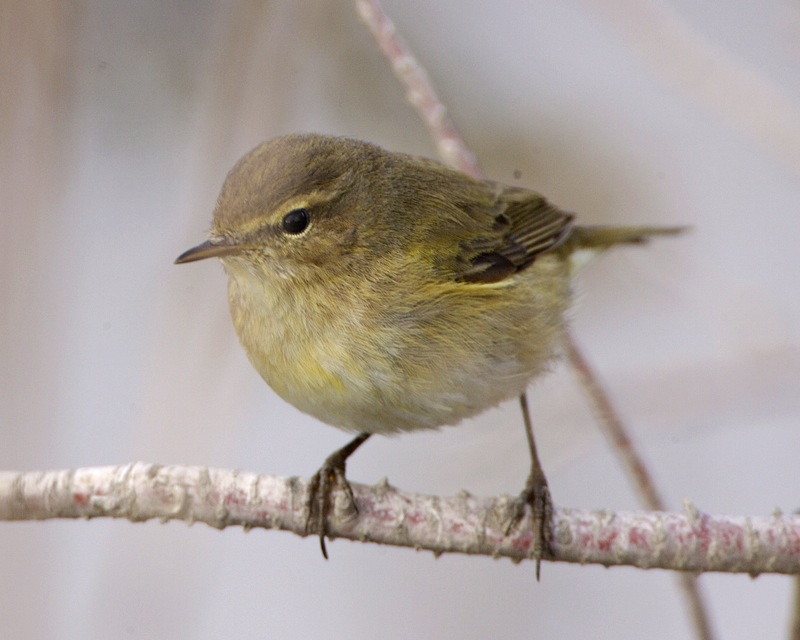
Pitulice mică în Egipt

Este o pitulice de talie mică, de obicei de culoare deschisă și strălucitoare, puțin mai mică și mai îndesată decât pitulicea fluierătoare (Phylloscopus trochilus). Are aripile destul de scurte, rotunjite și coada destul de lungă, cu vârful pătrat și ușor bifurcat. Ciocul negricios este scurt, drept și subțire. Picioarele lungi, de obicei de culoare închisă. Se deosebește de pitulicea fluierătoare prin aceea că este puțin mai îndesată, cu capul mai rotunjit (și gâtul mai scurt), are aripile mai scurte și mai rotunjite și prin urmare pare că are coada proporțional mai lungă. Are o lungime de 10-12 cm și o greutate de 6-10,9 g. Sexele sunt asemănătoare după culoarea penajului, dar femela este mai mică decât mascul.
În comparație cu pitulicea fluierătoare, sprânceana palidă și dunga întunecată de peste ochi sunt mai puțin distincte, dând feței o expresie mai puțin clară, iar penajul în ansamblu este de obicei puțin mai închis, mai puțin curat verzui, galben și alb și mai nuanțat cu cenușiu-bruniu și ocru, în special pe cap, gât și piept. Însă, decolorarea și uzajul penajului în timpul verii va face ca culorile să fie mai puțin brunii, dar mai pur verzui și mai albe.
Coloritul penajului variază între subspecii, ca și contrastul dintre părțile superioare și cele inferioară: la P. c. collybita (din vestul arealului) părțile superioare sunt predominant măsliniu-brunii, iar părțile inferioare gălbui spălăcite; la P. c. abietinus și P. c. tristis (din estul arealului) părțile superioare sunt mai reci, mai măslinii, brune sau cenușii, și mai puțin galbene, chiar și albe pe părțile inferioare.
Adultul în penajul nupțial proaspăt (subspecia nominată P. c. collybita.) are părțile superioare de culoare uniformă măsliniu-brunie (brun-măslinie) cu o nuanță măsliniu-gălbuie, mai deschisă și mai verzuie pe târtiță și pe tectricele supracaudale.

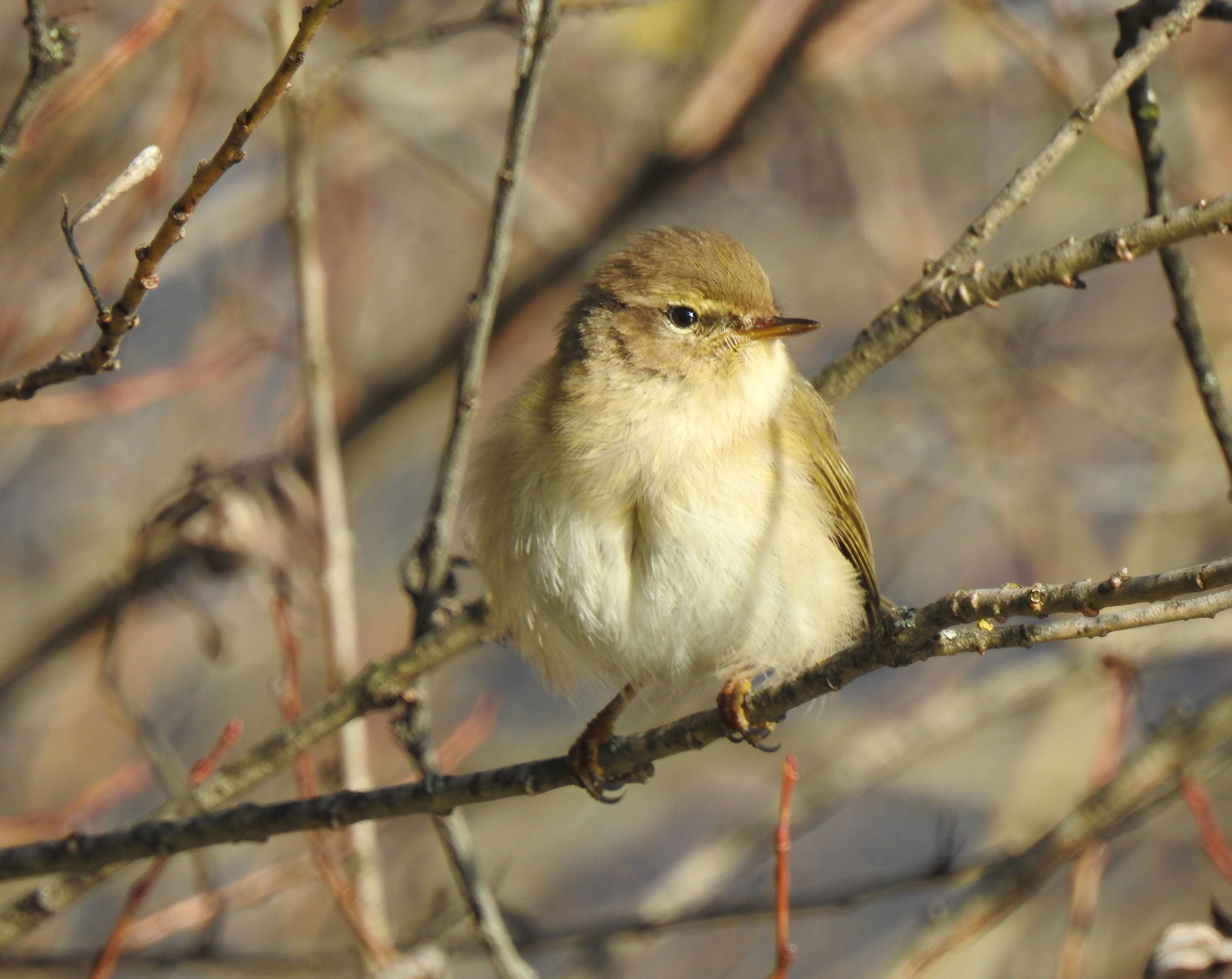
Pitulice mică în Austria

Sprânceana mai puțin distinctă, destul de scurtă, de culoare spălăcită albă sau gălbuie (alb-gălbuie) anterior, devenind uneori mai ocru (brun-gălbuie) în spatele ochiului. Lorul (lorum) și dunga de peste ochi (dunga oculară) de culoare închisă măsliniu-brunie. Obrajii și regiunile auriculare ocru-măslinii sau brun-măslinii (puțin mai palide imediat sub ochi) sunt pătate cu ocru-gălbui. Inelul ocular (sau jumătate din el) albicios sau gălbui, îngust, dar destul de evident, în contrast cu dunga întunecată de peste ochi și obrazul și regiunea auriculară mai uniform întunecate. Dunga de peste ochi întunecată împarte anterior și posterior inelul ocular albicios, iar semiluna oculară inferioară albă este mai evidentă. În comparație cu pitulicea fluierătoare, sprânceana palidă și dunga întunecată de peste ochi sunt mai puțin distincte, dând feței o expresie mai puțin clară.
Aripile sunt destul de scurte, rotunjite și prin urmare coada este proporțional mai lungă, vârful cozii este pătrat și ușor bifurcat. Proiecția remigelor primare este destul de scurtă, adesea reprezintă aproximativ 1/2 - 2/3 din lungimea remigelor terțiare. Remigele aripilor, alula și rectricele cozii de culoare brună, tivite îngust pe marginile laterale cu măsliniu-gălbui strălucitor sau cu verde-măsliniu deschis.
Părțile inferioare aproape în întregime de culoare albă spălăcită sau alb-murdară. Gâtlejul, pieptul și abdomenul alb-murdare, cu striații răzlețe galbene ca lămâia, în special pe piept și abdomen. Laturile pieptului și flancurile gălbui cu o nuanță ușoară ocru-deschisă (brun-gălbuie) sau brun-cenușie. Tectricele subcodale cu o ușoară nuanță variabilă brun-gălbuie până la alb-gălbuie. Tectricele subalare și axilare galben-deschise ca lămâia (de obicei, clar vizibile la curbura aripii închise).
Irisul brun-închis. Ciocul este scurt, drept și subțire, în cea mai mare parte brun-închis (brun-corniu închis) sau negricios, unele au marginile tăioase ale mandibulei și baza mandibulei inferioare mai deschise, brun-gălbui sau brun-deschise. Picioarele lungi, de culoare întunecată, negricioase sau uneori brun-închise, cu tălpile gălbui. Picioarele întunecate (negricioase sau cenușiu-bruniu-închise) disting în proporție de 75% pitulicea mică de pitulicea fluierătoare, dar unele, mai ales păsările mai în vârstă și cuibăritoare în sudul și centrul Europei, au adesea picioarele brun moderat închise și se aseamănă destul de mult cu multe pitulici fluierătoare.

### Vârsta

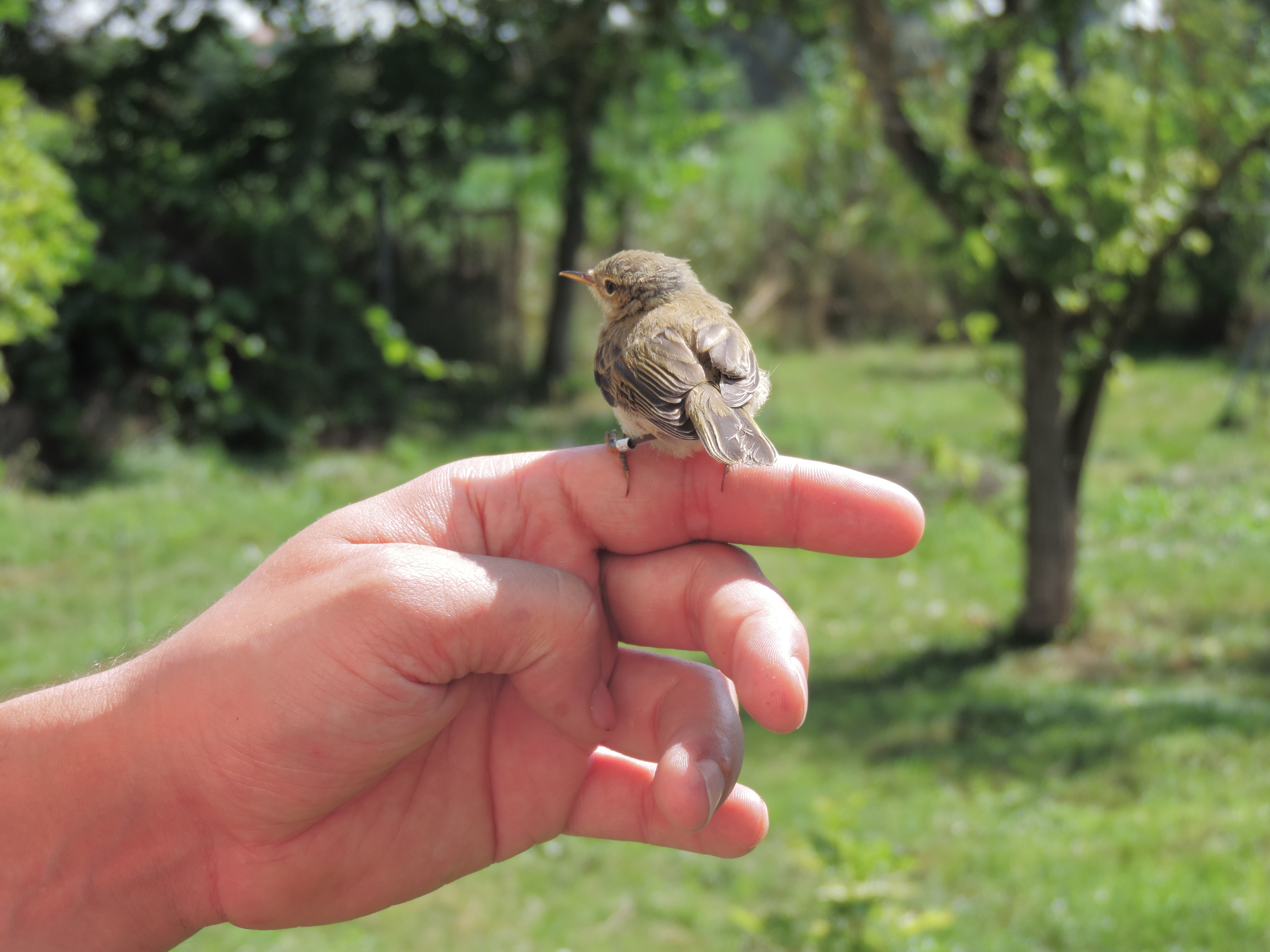
Pitulice mică în Ungaria

Diferențele legate de vârstă sunt mici la păsările imature din primul an de viață, iar determinarea vârstei primăvara este adesea dificilă și uneori imposibilă. Toamna determinarea vârstei este frecvent dificilă, diferențele fiind mici.
- Adultul în penajul nupțial proaspăt (primăvară) are părțile superioare de culoare uniformă măsliniu-brunie cu o nuanță măsliniu-gălbuie, mai deschisă și mai verzuie pe târtiță și pe tectricele supracaudale. Sprânceana scurtă, dar destul de distinctă alb-gălbuie, uneori mai ocru-albă în spatele ochiului; inelul ocular gălbui sau alb. Lorul și dunga de peste ochi de culoare închisă măsliniu-brunie; obrajii și regiunile auriculare ocru-măslinii, puțin mai palide imediat sub ochi. Gâtlejul, pieptul și abdomenul alb-murdare, cu striații răzlețe galbene, în special pe piept și abdomen; laturile pieptului și flancurile cu o nuanță ocru (brun-gălbuie); tectricele subcodale galben-albicioase. Rectricele cozii, remigele aripilor și alula brune, cu marginile laterale de culoare strălucitoare măsliniu-gălbuie; curbura aripii galbenă. Tectricele subalare și axilare gălbui.[16]

- Adultul în penajul nupțial uzat (iunie-iulie) are penele destul de uniform erodate, fără sau doar cu diferențe limitate la penele năpârlite, vârfurile remigelor primare și rectricelor sunt oarecum uzate, penele devin cenușiu-închise și adesea întrucâtva lucioase. Părțile superioare de culoare ștearsă măsliniu-bruniu-cenușie, cu sau fără o nuanță slabă măsliniu-gălbuie; creștetul și ceafa puțin mai cenușii. Părțile inferioare de culoare ștearsă albă cu mai puțin galben și ocru și cu doar câteva striații galbene. Rectricele cozii și remigele aripilor brun-deschise cu marginile laterale măsliniu-verzui deschise; rectricele și remigele sunt uzate și erodate, în special remigele primare și terțiare mai lungi și vârfurile rectricelor. Vârfurile tectricelor primare destul de late și tivite clar pe margini cu verzui.[16][19]

- Adultul în penajul postnupțial proaspăt (toamna) este foarte asemănător cu adultul în penajul nupțial, dar părțile superioare sunt ușor mai măsliniu-gălbui. Gâtlejul și pieptul albicioase, cu o nuanță ocru și cu striații rare galbene. Regiunea anală și tectricele subcodale alb-gălbui, adesea cu o nuanță ocru. Marginile rectricelor cozii și remigelor aripilor mai strălucitoare, măsliniu-gălbui. Vârfurile rectricelor cozii clare și rotunjite, rectricele au porțiunile centrale întunecate și lucioase și marginile și vârfurile înguste albicioase. Toate supraalarele mari au marginile verzui. Tectricele primare la fel ca cele din primăvară.[16][19]

- Adultul în penajul postnupțial uzat (toamna și iarna) are părțile superioare ușor mai brun-cenușii. Marginile rectricelor, remigelor și tectricelor supraalare mai palide.[16]

- Juvenilul (toamna) are părțile superioare brune sau brun-cenușii, mai brunii decât adultul, cu o nuanță măslinie mai puțin intensă. Părțile inferioare alb-gălbui, cu o ușoară nuanță brun-fumurie sau brun-gălbuie pe gâtlej și piept. Textura penajului laxă și pufoasă, mai ales pe părțile inferioare.[17][16] Juvenilii prezintă primul semn de erodare pe vârfurile remigelor primare și pe rectricele cozii, acestea din urmă sunt adesea erodate subtil pe vârfuri și de obicei au mai puțin luciu sau margini contrastante decât adultul. Uneori există un contrast slab între supraalare mari mediale 1-3 năpârlite, care au marginile mai verzui, și supraalare mari laterale nenăpârlite care au marginile puțin mai spălăcite. Tectricele primare ca și primăvară. Puțini au năpârlite una sau două rectrice centrale, acestea fiind mai cenușiu închise și mai lucioase decât restul, cu vârfurile mai rotunjite. Unii juvenili sunt foarte asemănători cu adulții.[19]

- Imaturul în prima iarnă are remigele, tectricele primare, penele mari ale alulei, și de obicei majoritatea rectricelor păstrate de la juvenil, dar diferențele de vârstă dintre penele juvenile păstrate ale păsărilor în prima iarnă și penele proaspete ale adultului sunt neglijabile și ele au o înfățișare de adult.[16]

- Pasărea în prima vară are vârfurile remigelor primare și rectricelor de multe ori mult mai erodate, penele sunt destul de brunii și cu un luciu redus; adesea una sau câteva rectrice centrale înlocuite în timpul iernii sunt contrastant mai întunecate și mai proaspete. Vârfurile tectricelor primare sunt în general puțin mai ascuțite cu marginile mai puțin clar verzui decât la adult. Uneori există un contrast mic între supraalarele mari laterale nenăpârlite, care sunt ușor mai spălăcite și mai cenușii, și supraalarele mari mediale, care au marginile mai verzui.[19]

### Date biometrice

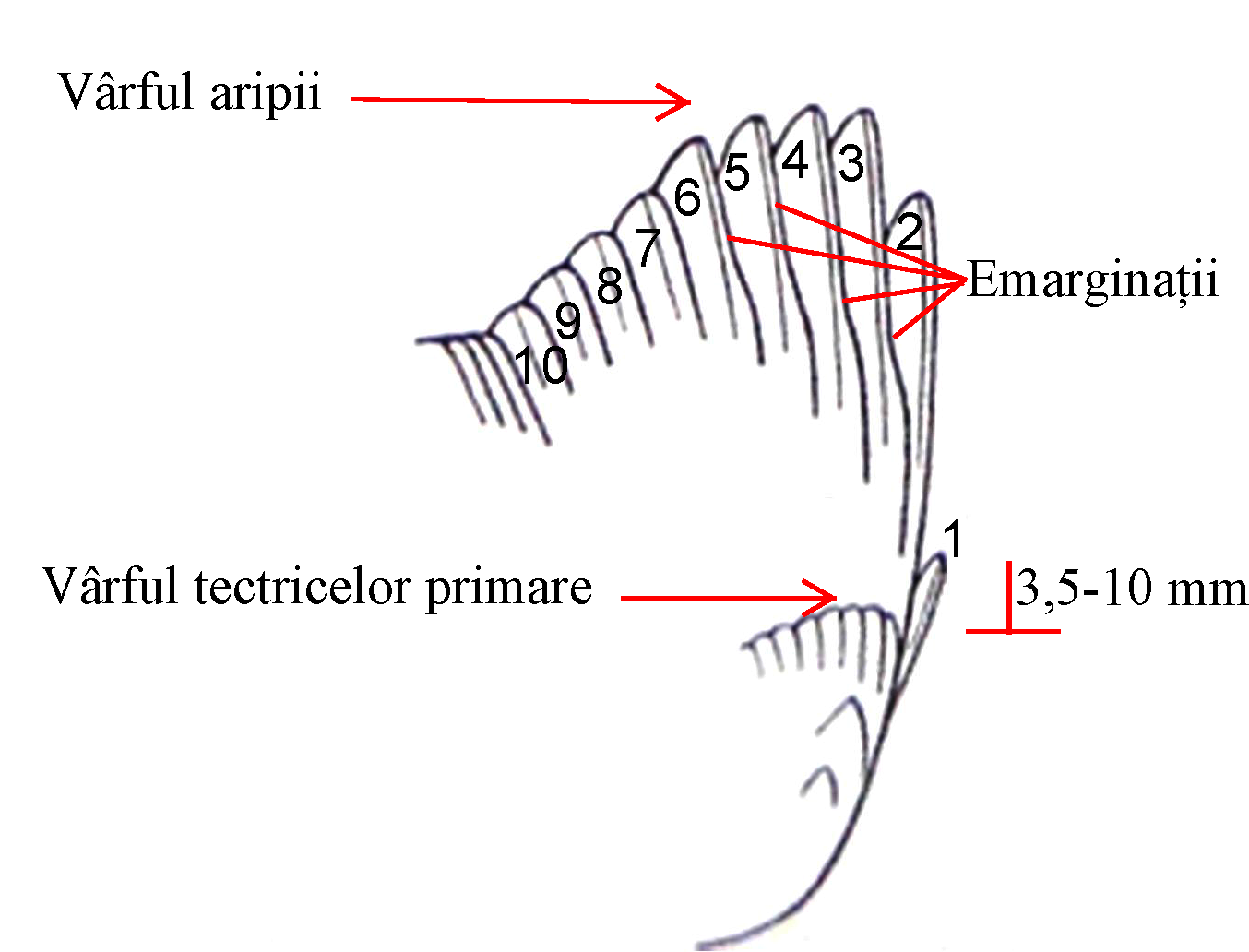
Formula alară. Cifrele indică remigele primare, după Lars Svensson.

Lungimea totală 10,5-11,5 cm. Lungimea aripii la ♂ 56-63 mm (în medie 60,0), la ♀ 52,5-60 mm (în medie 56,0). Lungimea cozii la ♂ 42,5-52,5 mm (în medie 47,9), la ♀ 41-51 mm (în medie 44,4). Lungimea cozii/Lungimea aripii este în medie 79,6%. Lungimea ciocului de la baza acestuia până la vârful lui 10,4-13,1 mm (în medie 11,7). Lungimea ciocului din locul unde încep penele, pe culmen, până la vârful lui 7,5-9,8 mm (în medie 8,3). Înălțimea ciocului 2,0-2,7 mm (în medie 2,4). Lungimea tarsului la ♂ 17,9-21,2 mm (în medie 19,6), la ♀ 17,4-20,0 mm (în medie 18,6). Lungimea ghearei posterioare 4,3-6,2 mm (în medie 5,3).
Formula alară: Prima remige primară depășește vârful tectricelor primare cu 3,5-10 mm și este mai mică decât a 2-a remige primară cu 20-26,5 mm la masculi, 19-25 mm la femele. A 2-a remige primară este mai mică decât vârful aripii cu 4,5-8,5 mm, egală cu a 7-a sau 7/8-a remige primară (58%), egală cu a 8-a sau 8/9-a (31%) sau egală cu a 6/7-a (11%). Remigele primare 3-5 sunt aproximativ egale și cele mai lungi și formează vârful aripii. A 6-a remige primară este mai mică decât vârful aripii cu 0,5-5,5 mm. A 7-a remige primară este mai mică decât vârful aripii cu 3-8 mm. A 8-a remige primară este mai mică decât vârful aripii cu 4,5-9,5 mm. A 10-a remige primară este mai mică decât vârful aripii cu 7,5-12 mm. Prima remige secundară este mai mică decât vârful aripii cu 8,5-13 mm. Pe steagul extern al remigelor primare 3-6 există emarginații (întotdeauna există o emarginație evidentă și destul de adâncă pe a 6-a remige primară).

## Variația geografică
Sunt recunoscute cel puțin șase subspecii. Subspeciile diferă în principal prin nuanța coloritului părților superioare și inferioare. Taxonomia pentru întreg arealul încă nu a fost complet rezolvată.
Variația geografică este mai ales clinală și neînsemnată, însă diferențele vocale se pare că împart taxonul în două grupe. În clina de la vest spre est părțile superioare devin mai deschise la culoare, mai cenușiu-terne (sau mai brun-cenușii), mai puțin verzi, iar părțile inferioare mai albe, mai puțin galbene, iar aceasta poate avea drept consecință apariția unei specii incipiente la est (Phylloscopus tristis), cu un cântec destul de diferit. Variația vocală a strigătelor nu coincide bine cu variația morfologică, ceea ce sporește complexitatea taxonomică. Indivizi cu un colorit mai mult sau mai puțin deschis sau închis se întâlnesc la toate subspeciile.

### Phylloscopus collybita collybita

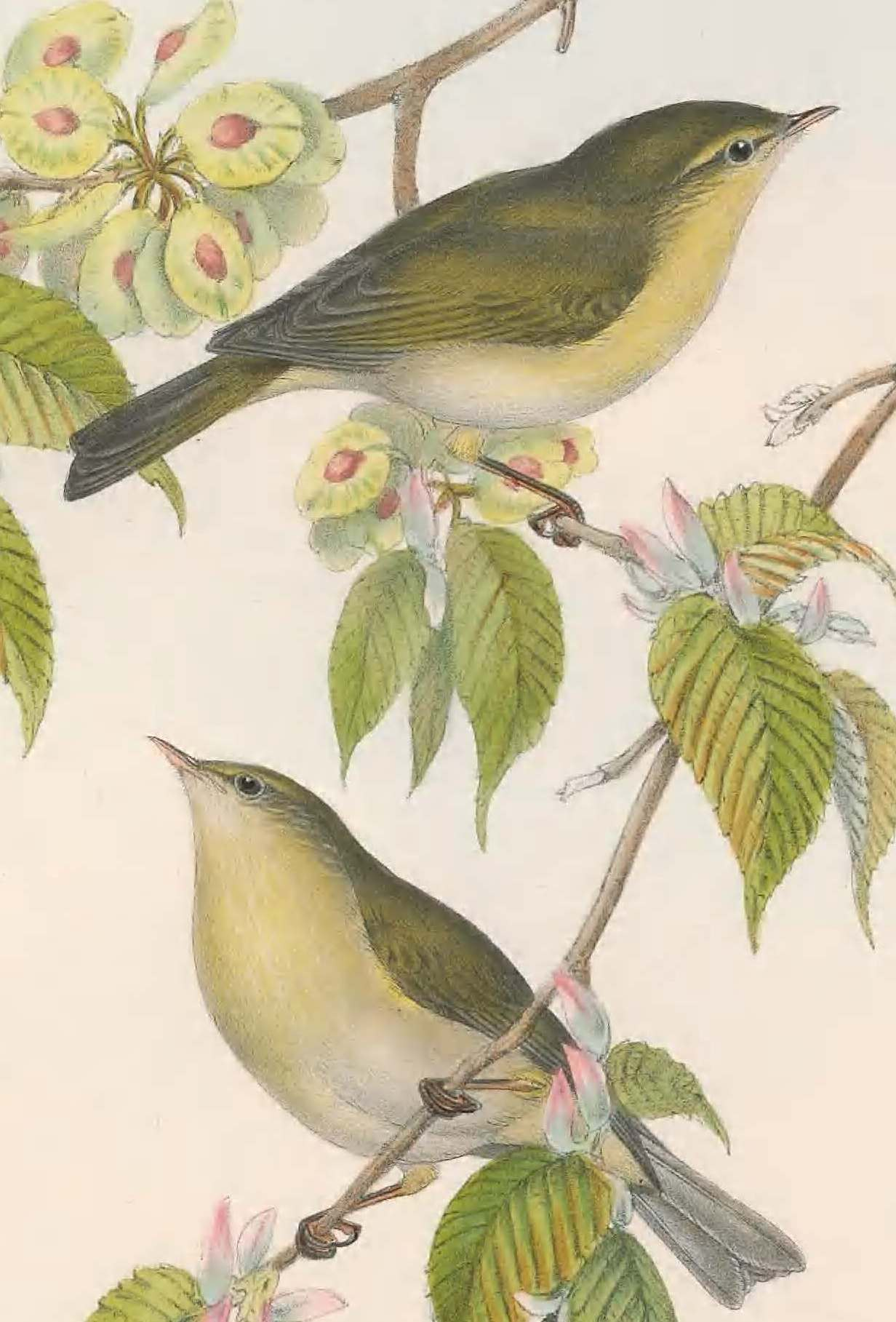
Pitulice mică (subspecia collybita) după John Gould (1873).

Subspecia P. c. collybita cuibărește în vestul, centrul și sudul Europei, din sudul Suediei prin sud-vestul Poloniei, vestul României și Bulgaria, Tracia, probabil și în vestul asiatic al Turciei, iernează în sudul Europei, nordul Africii, Orientul Mijlociu.
A fost descrisă mai sus (vezi Descrierea (Subspecia nominată)). În medie este mai intens colorată cu brun-măsliniu sau cu o nuanță verzui închisă, mai puțin verde-cenușie, pe părțile superioare, și are puțin mai mult galben pe părțile inferioare și pe sprânceană decât subspecia abietinus (dar foarte subtil, cu multe coincidențe parțiale). În plus, are de obicei o nuanță un pic mai brună sau ocru în penajul proaspăt, în special pe cap, gâtlej, piept și flancuri. În penajul uzat are de obicei creștetul ușor mai întunecat decât la subspecia abietinus. Culoarea picioarelor este în medie ușor mai deschisă, brun-moderată, decât la subspeciile  abietinus sau tristis, care au în general picioarele destul de întunecate, mai ales în primul an de viață. În partea sud-centrală a Suediei există un vid distribuțional între subspeciile collybita și abietinus, dar aceste două intergradează în sud-estul regiunii baltice.

### Phylloscopus collybita brevirostris
Subspecia brevirostris cuibăritoare în vestul Turciei este asemănătoare cu subspecia abietinus, dar are o nuanță mai brunie pe partea superioară, sprânceană bine conturată, o ușoară nuanță brun-gălbuie pe piept, albă pe restul părților inferioare, tectricele subcodale mai spălăcite sau alb-gălbui. Poziția taxonomică a acestei subspecii din Turcia necesită cercetări suplimentare; caracteristicile ei sunt intermediare între subspecia P. c. abietinus și subspecia caucaziană lorenzii a pitulicii mici de munte (Phylloscopus sindianus).
Holotipul examinat al acestei subspecii din Cambridge (Marea Britanie), capturat de Strickland în 1837 lângă Smyrna (İzmir) și descris ca o pasăre nouă, este inseparabil de subspecia fulvescens sau de subspecia estică brunie abietinus, însă păsările adevărat cuibăritoare din vestul Turciei nu diferă prea mult sau deloc de subspecia collybita. După cum se știe, păsările din vestul Turciei sunt într-o măsură oarecare variabile, unele sunt mai brunii decât subspecia collybita tipică, a 2-a remige primară este mai scurtă în medie cu circa 1 mm (rar egală cu lungimea remigei primare a 9-a sau a 10-a), ADN mitocondrial (ADNmit) diferă cu 1,5%, iar strigătul pare a fi invariabil monoton, nu ascendent, dar variația morfologică apare și în arealul de necontestat al subspeciei collybita, și includerea brevirostris-ului turcesc în această subspecie este prin urmare acceptabilă. Deoarece păsările cuibăritoare din estul Turciei par a fi abietinus, este de așteptat o tranziție treptată între aceste două subspecii în centrul Turciei.

### Phylloscopus collybita abietinus
Subspecia abietinus cuibărește în Fenoscandia, nordul Suediei la sud aproximativ până la râul Dalälven; nord-estul Poloniei, Bielorusia, Statele Baltice, Rusia  cu excepția estului extrem; Ucraina, estul Turciei, Siria, Caucaz, Transcaucazia (păsările din Caucaz și din Transcaucazia sunt descrise adesea ca o subspecie aparte, caucasicus), unde se întâlnește în general sub altitudinea de 1400 m, rareori până la 1800 m, excepțional chiar mai sus; iernează în sudul Europei, nordul Africii, Orientul Mijlociu, nordul Arabiei, Golful Persic, sud-vestul Iranului; în timpul migrației apare rar în Marea Britanie, Olanda, Belgia, vestul Franței, Iberia și Maroc. Păsările cuibăritoare din sud-estul Turciei și Siria (acestea din urmă destul de recent descoperite) sunt foarte apropiate de subspecia abietinus și sunt de obicei incluse în ea.
Diferă de obicei doar foarte puțin de subspecia subspecia nominată collybita, fiind puțin mai mare, mai puțin îndesată, și are un cioc proporțional ceva mai scurt și de obicei este ușor mai deschisă, verde-cenușie, deasupra, mai puțin întunecată, brun-măslinie (chiar dacă unele sau chiar multe sunt inseparabile după colorit). Și părțile inferioare sunt foarte asemănătoare la aceste două subspecii, dar subspecia abietinus are de obicei mai puțin galben și ocru, centrul abdomenului fiind aproape alb, iar tectricele subcodale la ambele subspecii au întotdeauna o nuanță galbenă. Picioarele la subspecia abietinus sunt în medie puțin mai întunecate decât la  subspecia collybita (totuși, unii adulți au picioarele asemănătoare moderat brune, mai ales în estul Europei). Aripa este în medie puțin mai lungă decât la subspecia collybita. La subspecia abietinus există o tendință ca păsările să devină mai cenușii, mai brunii și mai deschise, mai puțin verzi și galbene, spre nord și est. Diferențele sunt extrem de mici și indivizii singuratici nu pot fi deosebiți cu certitudine de subspecia nominată. Intergradația (sau hibridizarea, în funcție de viziunea taxonomică) cu subspecia "fulvescens" (tristis vestică) în estul Rusiei și regiunea Uralilor a fost demonstrată, dar este inadecvat studiată.
Date biometrice. Lungimea totală 11-12,5 cm. Lungimea aripii la ♂ 59-68 mm (în medie 63,7), la ♀ 56-64 mm (în medie 59,2). Lungimea cozii la ♂ 44,5-55 mm (în medie 50,4), la ♀ 44-52 mm (în medie 46,7). Lungimea cozii/Lungimea aripii este în medie 79,3%. Lungimea ciocului de la baza acestuia până la vârful lui 10,3-12,6 mm (în medie 11,4). Lungimea ciocului din locul unde încep penele, pe culmen, până la vârful lui 7,0-9,3 mm (în medie 8,0). Lungimea tarsului 17,5-20,6 mm (în medie 19,2).
Formula alară: Prima remige primară depășește vârful tectricelor primare cu 3,5-9 mm și este mai mică decât a 2-a remige primară cu 22,5-29,5 mm. A 2-a remige primară este mai mică decât vârful aripii cu 5-9 mm, egală cu a 7-a sau 7/8-a remige primară (61%), egală cu a 6-a/7-a (17%) sau egală cu a 8-a sau 8-a/9-a (12%). A 6-a remige primară este mai mică decât vârful aripii cu 1-4 mm. A 7-a remige primară este mai mică decât vârful aripii cu 4-8 mm. A 8-a remige primară este mai mică decât vârful aripii cu 6-10,5 mm. A 10-a remige primară este mai mică decât vârful aripii cu 9-14 mm. Prima remige secundară este mai mică decât vârful aripii cu 11-15,5 mm. Pentru păsările capturate în nordul și vestul Europei este uneori utilă calcularea "valorii caracterelor multiple" (MCV - Multiple Character Value): (p10 < v.a.) + (s1 < v.a.) + (p1 < p2) – l.t. – (l.c./l.a. ×100), unde p10 = a 10-a remige primară, v.a. = vârful aripii, s1 = prima remige secundară, p1 = prima remige primară, p2 = a 2-a remige primară, l.t. = lungimea tarsului, l.c. = lungimea ciocului și l.a. = lungimea aripii. Dacă MCV este 9,0 sau mai mult, pasărea aparține probabil subspeciei abietinus (probabilitate de 85%), dacă este mai mic de 9,0 (inclusiv valori negative), aparține probabil subspeciei collybita (92%). Dar există coincidențe parțiale în 7,3-10,7%. Doar 5% din totalul indivizilor subspeciei abietinus au avut un MCV sub 8,0, toți, în afară de unul, fiind femele, în timp ce numai 3% din indivizii subspeciei collybita au avut un MCV mai mare de 10,0 (toți fiind masculi). Păsările la care lungimea aripii este de 64 mm sau mai mult, prima remige secundară este mai mică decât vârful aripii cu 13,5 mm sau mai mult, și prima remige primară este mai mică decât a 2-a remige primară cu 27 mm sau mai mult aparțin fără excepție subspeciei abietinus, indiferent de valoarea MCV.

### Phylloscopus collybita caucasicus
Subspecia caucasicus din Caucaz și din Transcaucazia a fost descrisă de Loskot în 1991, ea diferă de subspeciile abietinus și brevirostris prin aceea că are părțile superioare, obrajii, regiunea auriculară și laturile pieptului mai brunii (mai puțin verde pe părțile superioare), părțile inferioare alb-gălbui (în penajul proaspăt) fără striații galbene.
Ea are un strigăt monoton (invariabil) și nu ascendent. Din păcate, exemplarele caracteristice (holotipul) din muzeul din Sankt-Petersburg, în special cele provenite din Caucaz, au fost indisponibile timp de peste 15 ani pentru o evaluare independentă. Păsările cuibăritoare din Transcaucazia au fost studiate de Copete și Svensson, care au găsit că acestea nu diferă semnificativ de subspecia abietinus, contrar celor susținute de Loskot. Singurele diferențe subtile evaluabile au fost dimensiunea puțin mai mică și aripă în medie mai scurtă, dar acestea nu sunt suficiente pentru separarea lor.

### Phylloscopus collybita tristis

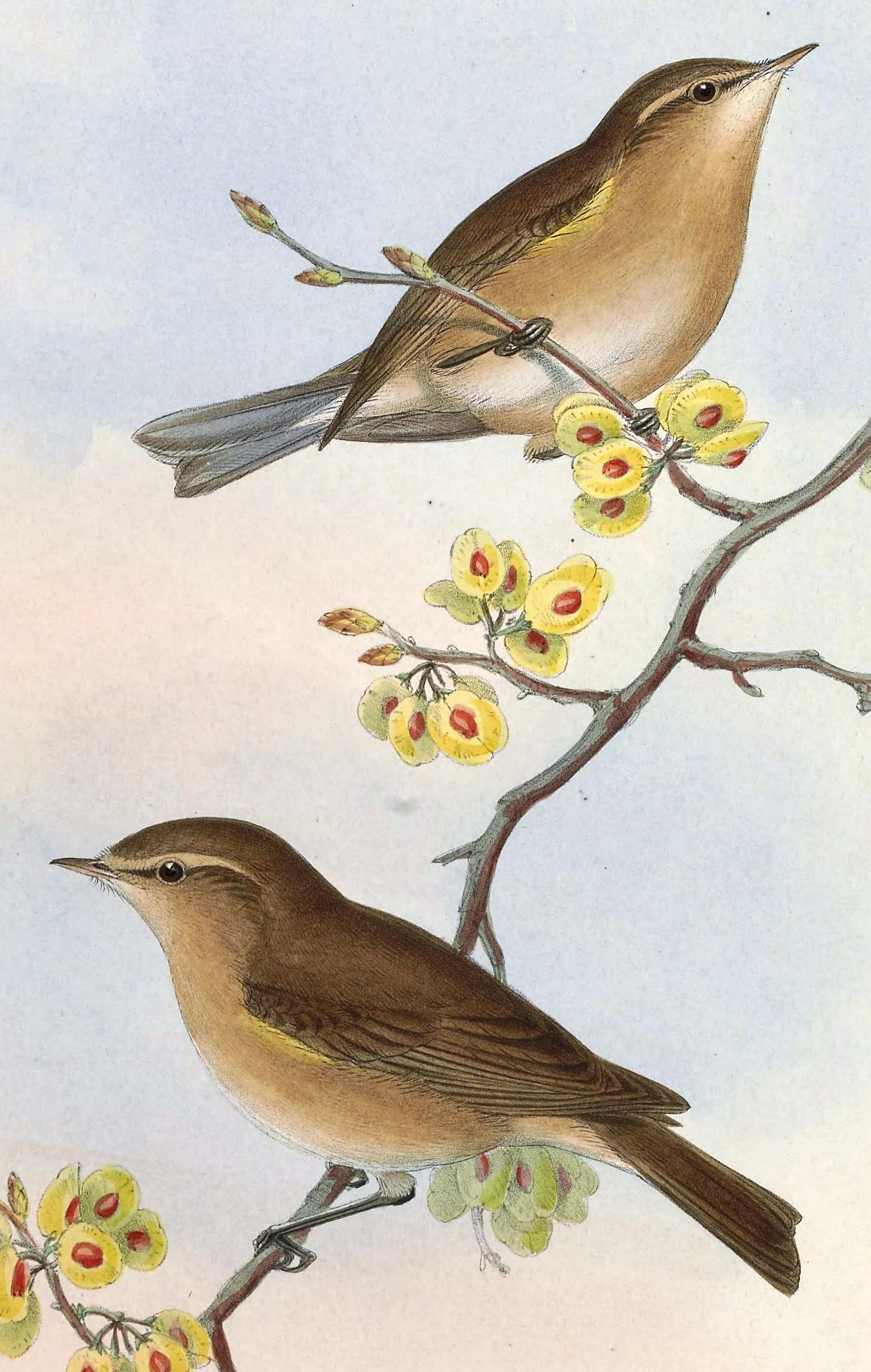
Pitulicea mică siberiană (Phylloscopus collybita tristis) după John Gould (1850-1883).

Subspecia tristis, "pitulicea mică siberiană" (sin. axillaris, fulvescens, riphaeus) cuibărește în partea estică a Rusiei, Siberia, nordul Kazahstanului, nordul Mongoliei, iernează în sudul și sud-estul Asiei, în principal în India, de asemenea în sudul Asiei Centrale, Orientul Mijlociu, Turcia și în unele locuri din sudul Europei.
Pitulicea mică siberiană diferă de subspecia abietinus, cu care intră în contact în estul Rusiei, prin aceea că are cântecul și strigătul destul de diferite, și are nuanțe verzi și galbene mult mai reduse în penajul mult mai brun-cenușiu și ocru-ruginiu. Cântecul în comparație cu alte subspecii este mai rapid și mai complex, cu un ritm mai capricios (schimbător) și note disilabice sau trisilabice îmbinate împreună într-o strofă curgătoare care fluctuează în sus și în jos în ton. Cântecul tipic poate fi redat printr-un "ce-civi-ciu-ciovii-ciuvo-ce-ciovii-civi-ciuii-civ". Ca și în cazul subspeciilor europene, masculii agitați inserează adesea o notă disilabică "ciu-it" mai înăbușită între strofe, adesea mai dulceagă decât la păsările europene și cu un ton diferit a celor două silabe. Strigătul de contact este monoton (invariabil în ton) și tânguitor, care poate fi redat print-un "iihp" (sau "piit") ascuțit și pițigăiat.
Subspecia tristis "clasică" cuibărește spre est de la Enisei,  ea este mai cenușie și mai albă decât alte subspecii. Diferă de pitulicea mică din Europa prin aceea că are creștetul, ceafa și mantaua brun-cenușii (fără verde pe aceste părți). Unele păsări din nordul Europei ale subspeciei abietinus pot fi de asemenea brun-cenușii, și de obicei este foarte dificil pe teren de confirmat cu certitudine că nu au nici o urmă de galben pe cap și pe piept. În penaj proaspăt, poate avea o nuanță slabă verde-măslinie pe partea inferioară a mantalei, spate, târtiță, tectricele supracaudale și remigele scapulare. Marginile laterale ale remigelor aripilor și rectricelor cozii sunt verzi-măslinii în penajul proaspăt, dar o pasăre cu marginile remigelor foarte strălucitoare verzi-gălbui ca la pitulicea de munte occidentală, nu poate fi considerată subspecia tristis, indiferent dacă are un strigăt monoton (liniar). Adultul în penajul uzat de vară poate avea foarte puțin (sau deloc) măsliniu în penaj, fiind cenușiu-bruniu deasupra și alb-murdar de dedesubt. Vârfurile tectricelor supraalare mari la unele păsări (probabil în prima iarnă) sunt neclare palide. În penajul proaspăt de toamnă, un număr mare de imaturi au vârfurile tectricelor supraalare mari destul de brun-cenușiu deschise care formează o urmă a unei dungi transversale mai deschise pe aripă. Sprânceană și inelul ocular de culoare ocru (brun-gălbuie) sau ocru-ruginie, fără urme de galben. Regiunile auriculare, obrajii și laturile gâtului ocru-ruginii deschise (fără urme de galben). Părțile inferioare albicioasă (sau alb-gălbui), cu o ușoară nuanță vie ocru (brun-gălbuie) sau ocru-brun deschisă (sau ocru-ruginie deschisă) pe partea inferioară a gâtului, piept, flancuri și  tectricele subcodale, unii au o nuanță ocru mai intensă, alții mai slabă, acestea în penajul proaspăt devin brune cu o nuanță ruginie. Adesea are striații vagi și ușor întunecate pe partea inferioară a gâtlejului și pe partea superioară a pieptului. Galbenul este limitat la tectricele subalare și axilare (care sunt de obicei gălbui, mai degrabă galben-lămâi strălucitoare) și rareori și pe coapse (acestea din urmă nu sunt niciodată galben-lămâi strălucitoare); tectricele subalare se prezintă frecvent ca niște pene viu colorate cu galben la curbura aripii. Ciocul și picioarele sunt întotdeauna negre.
Populația vestică a speciei tristis (adesea numită "fulvescens" sau tristis vestică) cuibărește de la Enisei spre vest până la munții Ural și Peciora, ea poate arăta la fel ca subspecia tristis clasică, dar multe diferă prin aceea că au marginile remigelor aripilor și rectricelor cozii puțin mai verzi strălucitoare și prin aceea că mai multe păsări (dar nu toate) au urme de galben pe partea anterioară a sprâncenei, inelul ocular, gâtlej și piept; este brun-cenușie pe părțile superioare și poate avea o nuanță măslinie slabă pe creștet și pe manta; părțile inferioare sunt gălbui sau cu striații galbene. Are unele caractere intermediare cu subspecia abietinus și subspecia tristis, dar este mai cenușie pe spate decât subspecia abietinus, dar mai verde pe târtiță și pe tectricele supracaudale decât subspecia tristis.
Unele pitulici mici răsăritene, probabil din această subspecie sau intergradate cu subspecia abietinus, par a fi mai cenușii și mai albe, fără elemente ocru-ruginii sau brun vii. Printre păsările mai asemănătoare cu subspecia abietinus (uneori numite "riphaeus"), unele pot fi hibrizi între subspecia tristis și subspecia abietinus. Rareori, galbenul lipsește pe parte inferioară a aripii (varianta "axillaris").
Pentru identificarea sigură a subspeciei tristis în afara arealului de reproducere este important de înregistrat strigătul, care este în esență monoton (invariabil în ton) și tânguitor și detaliile complete ale penajului. La pasărea prinsă în mână, trebuie de notat culoarea galben-lămâi (foarte variabilă) a părții inferioare a aripii, gheara posterioară mai scurtă decât la  pitulicea mică de munte (Phylloscopus sindianus), dar mai lungă decât la  pitulicea persană (Phylloscopus neglectus). Picioarele și ciocul foarte întunecate, în medie mai întunecate decât la subspecia  abietinus.
Date biometrice. Lungimea aripii la ♂ 55–68 mm (în medie 62,6), la ♀ 54–64 mm (în medie 57,2). Lungimea cozii la ♂ 45–55 mm (în medie 49,8), la ♀ 42–51 mm (în medie 45,4). Lungimea cozii/Lungimea aripii în medie 79,7%. Lungimea ciocului de la baza acestuia până la vârful lui 10,2–12,1 mm (în medie 11,1). Lungimea tarsului la ♂ 18,6–21,5 mm (în medie 19,5), la ♀ 17,6–20,3 mm (în medie 18,6). Lungimea ghearei posterioare 4,9–6,4 mm (în medie 5,6).
Formula alară: Prima remige primară depășește vârful tectricelor primare cu 3-8 mm și este mai mică decât a 2-a remige primară cu 20-30,5 mm (la femele ≤26). A 2-a remige primară este mai mică decât vârful aripii cu 5-8 mm (rareori 4,5-9 mm), egală cu a 8-a sau cu a 8/9-a remige primară (56%), egală cu a 7-a sau 7/8-a (34%), mai mică sau egală cu a 9-a (10%). A 6-a remige primară este mai mică decât vârful aripii cu 0,5-3,5 mm. A 7-a remige primară este mai mică decât vârful aripii cu 2,5-6,5 mm. A 8-a remige primară este mai mică decât vârful aripii cu 5-9 mm. A 10-a remige primară este mai mică decât vârful aripii cu 7,5-12 mm. Prima remige secundară este mai mică decât vârful aripii cu 9-14 mm (o dată a fost mai mică cu 8 mm).
Păsările care au în medie aripa puțin mai bontă (neascuțită) decât la subspecia abietinus și au a 2-a remige primară egală cu a 6/7-a remige primară probabil nu aparțin  subspeciei tristis autentice.

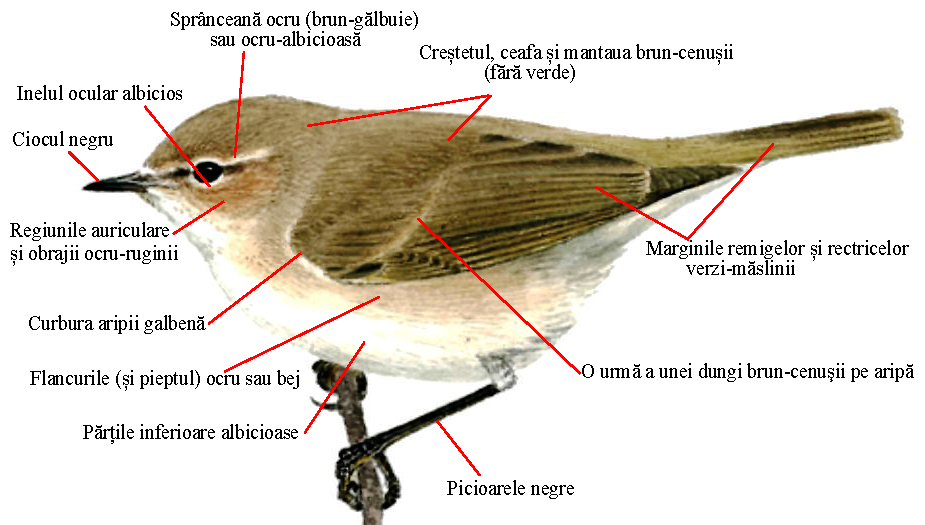
Pitulicea mică siberiană (Phylloscopus collybita tristis)

### Phylloscopus collybita menzbieri
Subspecia menzbieri cuibărește în munții Kopetdag din nordul Iranului și sudul Turkmenistanului, posibil și în munții Elburz, probabil se deplasează în principal pe distanțe scurte în timpul iernii, dar unele pot ajunge la Golful Persic. Are părțile superioare predominant brun-măslinii cu o nuanță cenușie sau verzuie, părțile inferioare albe cu o nuanță brun-gălbuie pe piept, flancurile brunii.
Se aseamănă mult cu subspecia "fulvescens" prin absența tuturor sau a majorității nuanțelor gălbuie pe părțile inferioare cu excepția părții inferioare a aripii, și prin aceea că are abdomenul destul de albicios, tectricele subcodale albe și verde redus pe părțile superioare, având aici o nuanță mai brunie. În penajul proaspăt are o oarecare nuanță ocru-brună pe părțile laterale ale capului și gâtlejului. Rareori are un pic de galben pe sprânceană și piept. Cântecul este la fel sau asemănător cu cel al subspeciei collybita sau abietinus, dar strigătul este monoton (invariabil în ton) ca cel al subspeciei tristis. Diferă doar subtil de subspecia "fulvescens" prin aceea că are o talie puțin mai mică și aripile mai rotunjite.
Exemplarele sunt puține în colecții și este acceptată provizoriu ca o subspecie până la un studiu mai detaliat. Examinarea lectotipului și paralectotipului de către Svensson în muzeul zoologic al Universității din Moscova a constatat că această subspecie este inseparabilă (indistinctă) de subspecia tristis după penaj. Granița de vest dintre această subspecie, dacă aceasta este validă, și subspecia abietinus trebuie să fie mai bine delimitată (estul Azerbaidjanului?), și separarea de specimenele cu nuanțe deschise și brune ale subspeciei abietinus pe date morfologice este aproape imposibilă.  Marova și Leonovitch (1997) consideră că aceasta este  "o subspecie bine definită".

## Specii asemănătoare

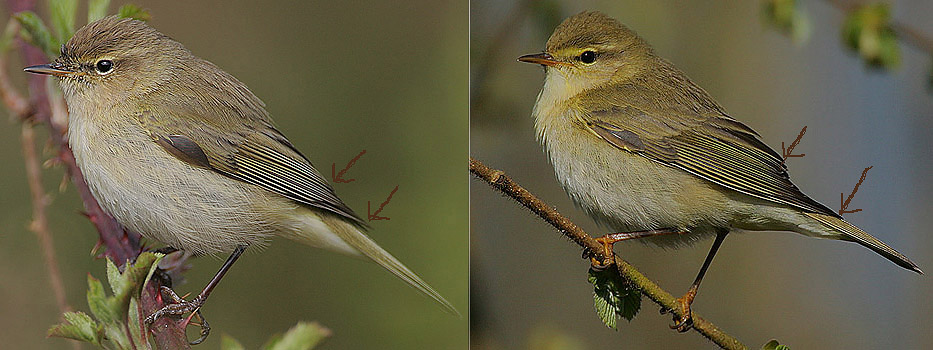
Proiecţia remigelor primare (distanța dintre săgeţi) la pitulicea mică (stânga) și pitulice fluierătoare (dreapta)

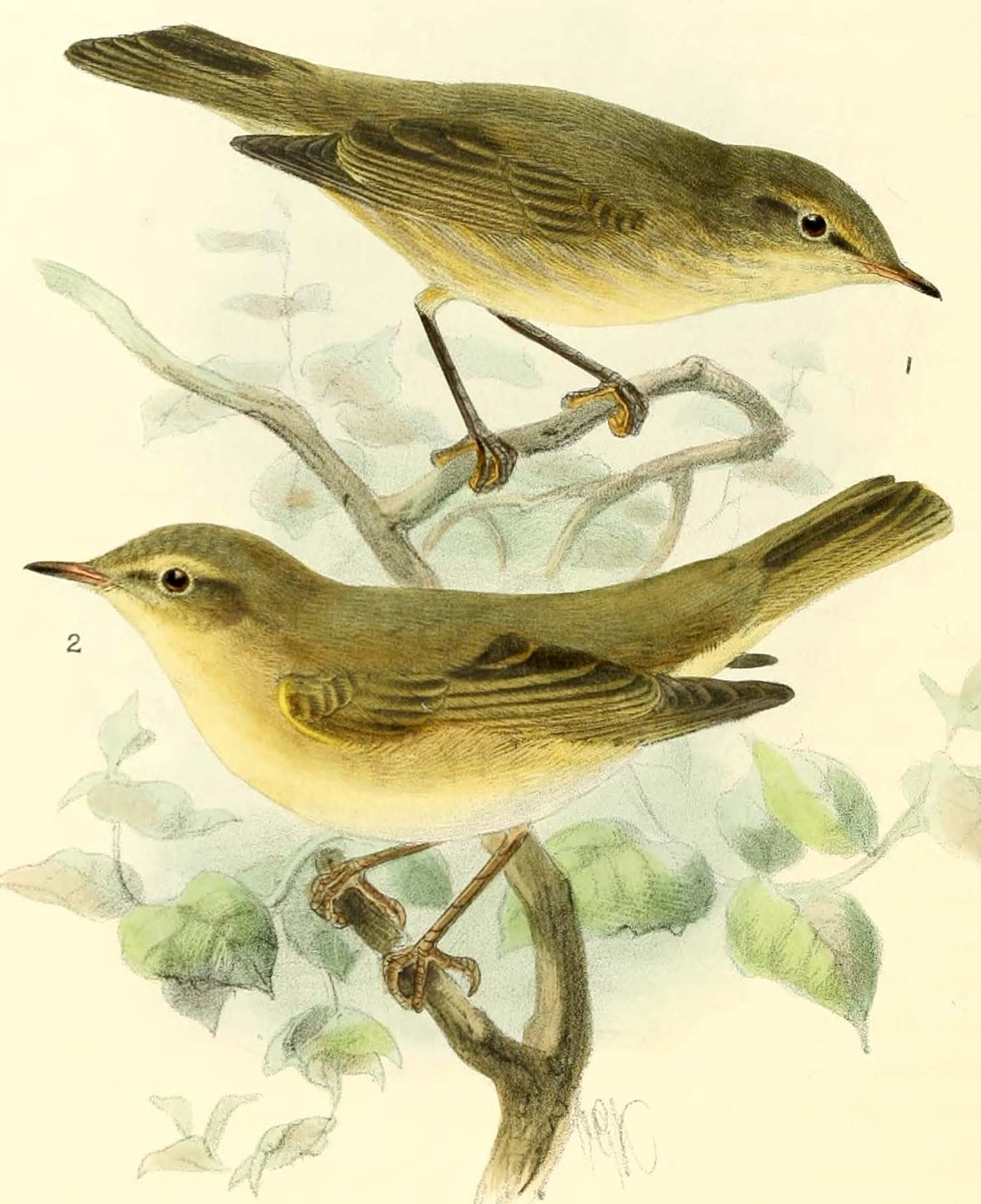
Pitulice mică (sus) și pitulicea fluierătoare (jos) după Dresser (1871-1881).

Există mai multe specii de pitulici care pot fi confundate cu pitulicea mică.
- Pitulicea mică este destul de asemănătoare cu pitulicea fluierătoare. Subspeciile vestice ale pitulicii mici sunt cel mai des confundate cu subspecia nominată Phylloscopus trochilus trochilus a pitulicii fluierătoare.[16]

Pitulicea mică se distinge de pitulicea fluierătoare prin: strigătul diferit, obiceiul unic a-și mișca în jos coadă (pitulicea fluierătoare nu face așa ceva), aspectul adesea puțin mai mic și mai îndesat, picioarele mai întunecate; ciocul subțire, adesea destul de întunecat; de obicei sprânceana mai scurtă, palidă și slab vizibilă; dunga de peste ochi mai închisă, inelul ocular albicios și mai bine conturat (parțial datorită obrajilor și regiunilor auriculare mai uniform întunecate), regiunea de sub ochi și regiunea auriculară destul de uniform întunecate și prin urmare semiluna oculară inferioară albă mai evidentă; proiecția remigelor primare mai scurtă,  penajului de obicei ușor mai întunecat și mai puțin palid (cu o nuanță mai cenușiu-brunie), părțile superioare de culoare verde mai spălăcite. Strigătul este util pentru identificare odată ce a fost însușit de observator.
Pentru a distinge cele două specii, observatorii trebuie să se concentreze mai mult asupra structurii decât asupra culorii și, într-o mai mică măsură, asupra culorii picioarelor și a ciocului. Pitulicea mică este puțin mai mică și în general are corpul destul de bondoc (scurt și îndesat) și rotunjit, capul mai rotunjit (și gâtul mai scurt), aripile mai scurte și mai rotunjite și prin urmare pare că are coada proporțional mai lungă. Proiecția remigelor primare este destul de scurtă; această trăsătură este cu siguranță singurul semn mai util în identificarea păsării - lungimea remigelor primare expuse (vizibile) care depășesc cele mai lungi remige terțiare din aripile nedesfăcută constituie aproximativ 1/2 - 2/3 din lungimea remigelor terțiare, în timp ce la pitulicea fluierătoare remigele primare sunt mai ascuțite și lungimea remigele primare este mai mare, reprezentând 3/4 din lungimea terțiarelor. Pitulicea mică are patru emarginații pe steagul extern al remigelor primare, nu trei, dar acesta este un detaliu care se poate vedea numai când vizibilitate de pe teren este foarte bună.
Culoarea părților golașe (ciocul, picioarele) poate fi utilă în identificarea păsării, dar trebuie avut în vedere faptul că această trăsătură este foarte variabilă și subiectivă: picioarele și ciocul sunt în general mai întunecate, ciocul este mai subțire, adesea negru și picioarele sunt negricioase sau brun-închise, în timp ce pitulicea fluierătoare are baza ciocului mai deschisă la culoare și mai strălucitoare și picioarele brun-deschise sau brun-portocalii. Picioarele întunecate, negricioase sau cenușiu-bruniu-închise, disting în proporție de 75% pitulicea mică de pitulicea fluierătoare, dar unele, mai ales păsările mai în vârstă din sudul și centrul Europei, au adesea picioarele brun moderat închise și se aseamănă mult cu multe pitulici fluierătoare. Mai rar adulții pitulicii mici ai ambelor subspecii collybita și abietinus (dar nu și a subspeciei tristis) au picioarele mai palide, mai degrabă brune decât negricioase, în practică foarte asemănătoare cu ale pitulicii fluierătoare și duc la o confuzie, dar folosirea combinației a celorlalte criterii menționate mai sus ajută, la fel ca și strigătele lor. Cu toate că majoritatea au ciocul fin și destul de întunecat, unele au marginile tăioase ale mandibulei mai deschise și o urmă de culoare mai deschisă pe baza mandibulei inferioare.
Este imposibil de ales trăsăturile distinctive ale penajului, dar următoarele pot fi de ajutor la identificarea păsării: pitulice mică are sprânceana palidă și dunga întunecată de peste ochi mai puțin distincte, mai vagi, dând feței o expresie mai puțin clară, mai ștearsă, sprânceana slab conturată și destul de scurtă, regiunea auriculară difuză, dar inelul ocular albicios este mai bine conturat (parțial datorită obrajilor și regiunilor auriculare mai uniform întunecate) și divizat în două de dunga de peste ochi întunecată, semiluna oculară inferioară albă este mai evidentă. Pitulicea fluierătoare are trăsăturile faciale mai clare, cu sprânceana mai lungă, mai bine conturată, dunga de peste ochi și regiunea auriculară mai distinctive, dar inelul ocular este slab dezvoltat. În plus, pitulicea fluierătoare are oglinda alară verde mai pronunțată pe remigele terțiare și secundare, în timp ce la pitulicea mică ea este modestă și uniformă. Penele mari ale alulei, cu toate că sunt întunecate, sunt mai palide, mai puțin contrastante decât alula aproape neagră a pitulicii mici. La pitulicea mică părțile superioare sunt puțin mai întunecate, verzi-brunii cu o nuanță cenușie, mai puțin curat verzui; părțile inferioare alb-murdare cu o nuanță variabilă gălbuie pe gâtlej și piept și ocru (brun-gălbuie) pe laturile pieptului și flancuri, deseori are un element mai distinct ocru-brun pe laturile pieptului, mai ales toamna, decât cel de la pitulicea fluierătoare. Însă, decolorarea și uzajul penajului în timpul verii va face ca culorile să fie mai puțin brunii, dar mai pur verzui și mai albe.
Primăvara, diferențele penajului sunt în general foarte subtile. În penajul uzat de primăvară sau de vară, pitulicea mică pierde pigmentația verde sau galbenă (subspeciile vestice) și devine mai cenușie sau mai brunie deasupra și albă spălăcită de dedesubt. La pitulicea fluierătoare, părțile superioare, cu toate că sunt estompate și deschise, păstrează o oarecare nuanță verzuie, în timp ce părțile inferioare rămân galben-lămâi pe gâtlej și pe partea superioară a pieptului. De la sfârșitul verii (după năpârlire) identificarea devine relativ ușoară. Penajul proaspăt de toamnă al adultului și imaturului în prima iarnă al pitulicii fluierătoare este verde deasupra, sprânceana și părțile inferioare galbene (adulții totuși au abdomenul alb). Pitulicea mică este mult mai puțin galbenă, are un colorit comparativ destul de șters (tern), fiind măslinie deasupra și albă de dedesubt cu o nuanță ocru (brun-gălbuie).
La fel ca și la pitulicea fluierătoare există o variație geografică considerabilă, păsările nordice și estice devin treptat mai cenușiu-brunii, mai puțin verzui deasupra și ocru-albicioase de dedesubt fără galben, în afară de curbura aripii și tectricele axilare. Cea mai strălucitoare porțiune a părților superioare la astfel de păsări mai cenușiu-brunii este adesea târtița, care are o culoare verde-gălbuie (ca și la pitulicea de munte orientală și pitulice de munte occidentală). Deoarece subspeciile nordice și estice ale pitulicii mici și pitulicii fluierătoare sunt mult mai puțin saturate cu verde deasupra și cu galben de dedesubt (populațiile morfice "brune și albe"), coloritul penajului devine și mai puțin sigur în identificarea celor două specii. Atunci când se încearcă să se identifice astfel de păsări "brune și albe", este esențial de concentrat asupra structurii lor.
Comportamentul acestor două specii este diferit, pitulicea mică are mișcările agitate în comparație cu mișcările mai calme și mai lente ale pitulicii fluierătoare. De asemenea, pitulicea mică are obiceiul să-și miște adesea în jos coada nedesfăcută când se hrănește sau se mișcă prin coroana unui copac sau a unei tufe, spre deosebire de pitulicea fluierătoare care își ține coada nemișcată; fâlfâie uneori și din aripi, dar mai rar și mai puțin viguros, spre deosebire de pitulicea fluierătoare la care asemenea mișcări a aripii sunt mai evidente. Pitulicea fluierătoare are zborul destul de energic și iute, asemănător cu cel al muscarilor (Muscicapidae), comparativ cu zborul mai slab al pitulicii mici, asemănător cu cel al pițigoilor (Paridae).
- În sud-vestul Franței, Iberia și nord-vestul Africii pitulicea mică trebuie să fie distinsă de pitulicea iberică (Phylloscopus ibericus), dar aceasta este mai asemănătoare după penaj cu pitulicea fluierătoare (la fel de verzuie, gălbuie și albă, practic fără vreo nuanță brună). Totuși pitulicea mică în penajul nupțial decolorat de vară poate fi foarte asemănătoare cu pitulicea iberică, pierzând nuanțele brună sau ocru ale penajului datorită decolorării (dar păstrând galbenul și verdele); și invers, pitulicea iberică în penajul proaspăt de toamnă poate avea laturile capului și pieptul întrucâtva brune. Culoarea picioarelor poate fi identică la aceste două specii, dar ciocul este ceva mai mare și cu baza mai palidă la pitulicea iberică comparativ cu ciocul pitulicii mici. Pitulicea iberică are un strigăt descendent, "fiiu", destul de distinct de strigătul "huiit" ascendent al pitulicii mici.[19]

- Pitulicea mică de munte (Phylloscopus sindianus) este foarte asemănătoare în structură, culoare și obiceiuri cu subspecia siberiană P. c. tristis a pitulicii mici. În penajul proaspăt, pitulicea mică de munte diferă prin absența unei culori evidente verde-măslinii a penajului, în special pe târtiță, pe tectricele supracaudale și pe marginile remigelor aripilor și rectricelor cozii; în general este cenușie sau brun-viu deasupra. Coloritul feței este mai accentuat, cu dunga de peste ochi mai întunecată, sprânceana albicioasă, mai lungă și mai lată, și marginea regiunii auriculare mai proeminentă; vibrisele sunt lungi și groase, spre deosebire de cele ale pitulicii mici. Capul și ciocul sunt puțin mai mici decât la P. c. tristis, ciocul fiind în general destul de fin și mai negru. Părțile inferioare alb-murdare au o nuanță ocru pe flancuri și piept și contrastează mai puternic decât la  P. c. tristis. În penajul uzat, este extrem de dificil, dacă nu imposibil, de deosebit de P. c. tristis cu excepția cazului în care se aude strigătul de contact.[16]

- Pitulicea de munte occidentală (Phylloscopus bonelli) și pitulicea de munte orientală (Phylloscopus orientalis) în penajul uzat au o culoare destul de deschisă și ștearsă, brun-cenușie, iar oglinda alară verde și pata galben-lămâi de pe târtiță sunt mult reduse. Aceste specii, în special pitulicea de munte orientală, pot fi confundate cu subspecia estică P. с. tristis a pitulicii mici cu penajul uzat sau cenușiu. Pitulicile mici aberante cu un penaj neobișnuit au târtița ușor contrastantă, oarecum mai strălucitoare verde-gălbuie, și marginile remigelor destul de strălucitoare, verzi-gălbui, ceea ce ar putea duce la confuzie cu aceste două pitulici de munte. Dar aceste două pitulici de munte au inelul ocular palid nefragmentat, remigele terțiare întunecate au marginile contrastante palide, târtița aproape verde-gălbuie strălucitoare cu o nuanță ocru, marginile rectricelor și remigelor verzi-gălbui strălucitoare, sprânceana, dunga de peste ochi și regiunea auriculară cu un colorit mai puțin pronunțat, coloritul feței mai simplu și mai monoton, în contrast cu ochiul negru mare care domină fața mată și părțile inferioare mai albe. Din punct de vedere structural, ambele specii ale pitulicii de munte sunt mai mult asemănătoare cu pitulicea fluierătoare care are aripile destul de lungi și ascuțite și proiecția remigelor primare mai lungă decât pitulicea mică.[16][19]

- Pitulicea mică se deosebește de pitulicea verzuie (Phylloscopus trochiloides) prin ciocul și picioarele negricioase mai mici, sprânceana mai scurtă și prezența semilunei oculare albicioase, absența unei dungi alare bine conturate, părțile inferioare în general mai spălăcite.[17] Subspecia estică a pitulicii mici, P. c. tristis "pitulicea mică siberiană"), în penajul proaspăt de toamnă are uneori o nuanță deschisă pe vârfurile tectricelor supraalare mari, care formează o "dungă alară" ușoară, dar evidentă pe aripă, asemănătoare cu cea a pitulicii verzui, dar dunga de pe aripă la pitulicea mică este mai redusă și mai puțin vizibilă, fiind brun-deschisă sau brun-măslinie, niciodată albicioasă.[16][19] În penajul uzat, pitulicea verzuie poate fi confundată cu pitulicea mică siberiană, deoarece părțile superioare verzi-măslinii evidente în penajul proaspăt devin cenușii sau brun-cenușii, în timp ce dungă alară (dunga transversală de pe aripă) poate fi redusă sau chiar complet uzată. Pitulicea verzuie are sprânceana mai viu colorată alb-gălbui, mai vădită, mai lată și mai lungă, care se curbează deasupra ochiului și se termină printr-o dilatare. Pitulicea mică siberiană are sprânceana spălăcită albă, uneori ocru, îngustă, relativ scurtă și care nu se lărgește la capăt. Pitulicea verzuie are un colorit facial intens deoarece are ochiul negricios și mare, dunga de peste ochi evidentă, lată și întunecată, care contrastează cu regiunea auriculară pătată, ocru-gălbuie. La pitulice mică fața este în mare parte ocru-brunie, dar inelul ocular este albicios și evident. Ciocul este fin și negru, spre deosebire de ciocul mai mare al pitulicii verzui care este galben sau roz-gălbui pe mandibula inferioară.[16]

- Pitulicea întunecată (Phylloscopus fuscatus) este foarte asemănătoare prin culoare și dimensiune cu pitulicea mică siberiană (Phylloscopus collybita tristis). Însă pitulicea întunecată are aripile mai scurte, iar vârfurile remigelor primare ajung doar la vârfurile tectricelor supracaudale (lungimea remigelor primare vizibile este de obicei sub o treime din lungimea remigelor terțiare vizibile). Coada este proporțional mai lungă și destul de rotunjită, spre deosebire de coada scurtă, bifurcată a pitulicii mici. Picioarele și mandibula inferioară sunt palide, iar sprânceana, deși îngustă, este relativ lungă și este accentuată de dunga de peste ochi lată și întunecată. Pitulicea mică are curbura aripii galbenă, în timp ce la pitulicea întunecată aceasta este ocru. Regiunea anală este mai ocru, aproape ruginie. Pitulicea întunecată fâlfâie persistent din aripi și își flutură coada, pe care de obicei o ține ușor ridicată. Pitulicea întunecată, de asemenea, scoate frecvent un strigăt puternic "cett" sau "tac".[16]

- Pitulicea persană (Phylloscopus neglectus) este o pitulice foarte mică, nu mai mare decât aușelul cu cap galben (Regulus regulus). Este în general brună deasupra și albă de dedesubt și se întâlnește în același ținuturi cu P. c. tristis. Este mult mai mică și cu coada mai scurtă decât pitulicea mică și nu are verde sau măsliniu în penaj.[16]

- Pitulicea mică poate fi confundată și cu pitulice brună (Phylloscopus umbrovirens), dar această specie este puțin mai mică, mai scundă și mai îndesată. Părțile superioare viu colorate cu brun contrastează destul de mult cu marginile foarte distinctive verzi-gălbui ale tectricelor supraalare, remigelor aripilor și rectricelor cozii. La pitulicea mică, părțile superioare sunt mai măslinii cu o nuanță măsliniu-gălbuie și fără contrast între culoare de fond a părților superioare și marginile remigelor aripilor. La pitulice brună, părțile inferioare sunt mult mai intens nuanțate cu ocru-roșcat pe flancuri și regiunea ventrală decât la  pitulicea mică.[16]

- Pitulicea lui Tytler (Phylloscopus tytleri) în penajul uzat este destul de cenușie deasupra și albă de dedesubt și poate fi confundată cu P. c. tristis. Pitulicea lui Tytler este puțin mai mare decât pitulicea mică, are proiecția remigelor primare mai lungă și ciocul considerabil mai lung, mai subțire, ușor curbat în jos. Sprânceana albă este bine conturată și lungă, ajungând aproape la ceafă.[16]

- Frunzărița mică (Iduna caligata) cu o înfățișarea îndesată, capul rotund și ciocul scurt nu seamănă cu înfățișarea generală a altor frunzărițe (Hippolais) și este mult mai asemănătoare cu cea a unei pitulici. Frunzărița mică nu este mai mare decât pitulicea mică, iar mișcările și obiceiurile sale sunt foarte asemănătoare cu cele ale pitulicii mici. Are părțile superioare mai deschise, brun-cenușii, decât la P. c. tristis, care contrastează cu părțile inferioare mai albe, și o ușoară nuanță ocru pe regiunea anală și flancuri. Structural, tectricele subcodale sunt scurte, ca și aripile, ceea ce o face să pară că are coada mai lungă. Ciocul și picioarele sunt mai palide, iar steagurile externe ale rectricelor laterale sunt albe sau aproape albe.[16]

## Năpârlirea
Păsările adulte năpârlesc de două ori pe an, năpârlirea postnupțială completă are loc vara și cea prenupțială parțială iarna.
La subspecia nominată collybita și subspecia abietinus năpârlirea postnupțială completă a adultului începe curând după sezonul de reproducere, și are loc vara de la sfârșitul lui iunie până la sfârșitul lui august, fiind finalizată de obicei în august, septembrie sau la începutul lui octombrie.
Năpârlirea prenupțială parțială a adultului din cartierele de iarnă atinge tectricele capului și corpului, uneori remigele terțiare, și una sau mai multe perechi de rectrice, și are loc în decembrie-ianuarie. Năpârlirea prenupțială parțială (atât a adulților cât și a imaturilor) este variabilă în extindere, unele aparent nu năpârlesc, altele își schimbă tectricele corpului, unele tectrice alare și unele remige terțiare aberante și rectricele centrale ale cozii.
Juvenilii năpârlesc parțial și sunt atinse penele capului, corpului, adesea câteva sau toate remigele terțiare, unele sau toate tectricele supraalare mari și uneori rectricele centrale ale cozii. Năpârlirea post-juvenilă parțială nu atinge remigele primare sau tectricele primare. Timpul năpârlirii este destul de variabil în funcție de data eclozării, dar de obicei are loc în perioada iulie-octombrie.
La subspecia tristis, năpârlirea postnupțială completă a adultului începe mai târziu, și se desfășoară de la sfârșitul lui iulie până la începutul lui septembrie. Năpârlirea post-juvenilă parțială are loc de la sfârșitul lunii iulie până la începutul lunii septembrie.

## Vocea
Cântă în cartierele de iarnă înainte de migrație, în pasaj și în locurile de cuibărit. În locurile de cuibărit cântă imediat după sosire sau mai târziu, la 10-12 zile după sosire. În iulie cântecul se aude mai rar și încetează să cânte la sfârșitul acestei luni, dar în zilele însorite și liniștite de toamnă poate fi auzit un cântec scurt. Când cântă, masculul stă pe vârful unui copac sau pe o creangă, întorcând capul dintr-o parte în alta. Cântecul variază foarte mult de-a lungul arealului de reproducere. O abordare prudentă este necesară atunci când se utilizează toamna strigătele monotone pentru identificarea subspeciilor pitulicii mici nu numai în Turcia și Orientul Mijlociu, dar și în Europa. În aceste cazuri trebuie de luat în considerare și coloritul penajului, strigătul nu este de ajuns.
Strigătul de contact obișnuit al subspeciei nominate collybita și subspeciei abietinus din Europa este un fluierat moale și melancolic (plângător) "huiit", "huuiit", "huit" sau "tii", "tiuiu", mai mult sau mai puțin monosilabic, dar ușor ascendent ("diftongat") și cu accent în partea finală, care este asemănător cu cel al pitulicii fluierătoare, dar este mai înalt și monosilabic. Atunci când este alarmată în apropierea cuibului scoate acest strigăt în mod repetat, uneori cu o voce ușor mai stridentă. Are și un strigăt deosebit care este adesea transcris ca "suiiu", care crește subtil în intensitate, apoi scade. Funcția acestui strigăt nu este bine înțeleasă; el se aude atât primăvara, cât și toamna cu o frecvență variabilă locală și anuală. Există și o anumită variabilitate în detaliile sale, iar unele variante mai monotone pot aminti de strigătul comun al subspeciei tristis.
Strigătul de contact între parteneri este un "it", "drit" sau "dic" moale; iar femela când hrănește puii din cuib scoate un "ett" moale. Puiul (numai ce acoperit cu pene) adesea cerșește mâncarea cu un strigăt monoton și mai pițigăiat, "fiut" sau "fiet" (provocând o confuzie cu strigătul subspeciei tristis). Puii și juvenilii la sfârșitul verii și toamna cerșesc mâncare cu un strigăt mai plângător decât cel al adulților, care poate fi redat print-un "tsuii" sau "suiiu", mai disilabic, ușor descendent și asemănător cu cel al pițigoiului de brădet (Periparus ater). La sfârșitul verii și toamna, juvenilii emit uneori strigăte monotone (invariabile în ton), "hiip", care pot fi confundate în această perioadă cu cele ale pitulicii mici siberiene (Phylloscopus collybita tristis).
Unele păsări din nordul Europei, dintre care multe seamănă mult cu subspecia abietinus, la sfârșitul verii și toamna, cel puțin în unii ani, au un strigăt monoton asemănător cu cel al subspeciei tristis sau un strigăt similar, destul de asemănător cu strigătul "fiut" al puiului. Nu se știe dacă aceste păsări sunt juvenili târziu eclozați și reprezintă o populație migratoare de origine necunoscută sau dacă este un strigăt alternativ nou apărut în anumite părți ale arealului subspeciei abietinus sau collybita.
La subspecia nominată P. c. collybita și subspecia P. c. abietinus, cântecul constă dintr-o serie simplă și lungă a două note izolate monosilabice (rareori disilabice) puternice, vioaie, clare și răsunătoare, una distinct mai ascuțită și mai înaltă decât cealaltă, interpretate alternativ (sau neregulat) și destul de distanțat, cu o secvență variată și ritmică în două sau trei tonuri într-un ritm temperat (moderat), acest cântec este redat printr-un "ciff-ciaff-ciff-ciaff-ciff-ciaff-ciff-ciaff-ciff-ciaff" etc. (un sunet pe care se bazează numele său englez "chiffchaff") sau un "silt siuult siuult siult silt silt siult siuult siuult silt...", "tip-tep-tip-tip", "tsip-tsep-tsip-tsip-tsep" (amintind de zgomotul produs cu regularitate a unui metronom sau a unui pendul sau de unei bucăți de plastic frecate de roata bicicletei) sau "ten-tin-ten-tian-tin-tin-tiun" (amintind de sunetele picaturilor care cad uniform în apă). Cântecele durează adesea 4-8 secunde, uneori până la 20 de secunde sau mai mult. Cântecul este uneori precedat de mai multe note joase, ciripitoare "tret" sau "trrt" "trr" scurte, seci.  Păsările nou-sosite în locurile de cuibărit selectate adesea inserează niște note "perre-perre" bâlbâite și înăbușite între strofe.
Strigătul de contact al subspeciei tristis din Siberia și sudul Uralilor este monoton (invariabil în ton, liniar) sau foarte ușor descendent, trist și mai tânguitor, ascuțit și pițigăiat, amintind ușor de cel al brumăriței de pădure (Prunella modularis) și al mugurarului (Pyrrhula pyrrhula) și a fost descris ca asemănător cu cel al unui "pui trist" (de unde denumirea latină a subspeciei tristis = trist). Acest strigăt este transcris ca un "iihp" sau "hii(e)p", "piit", "piip", "psuiit",  "psii-t"  sau "kiip" care are un caracter distinct, nazal, subțire, distonant, ascuțit sau strident. Strigătul monoton nu este caracteristic mumai pentru subspecia tristis, deoarece există și alte subspecii estice care îl posedă - subspecia caucasicus din Caucaz și Transcaucazia, subspecia menzbieri din nordul Iranului și sudul Turkmenistanului și subspecia brevirostris din vestul Turciei și nordul Levantului; însă este posibil să existe diferențe subtile, dar medii, între strigătul obișnuit al subspeciei tristis și al cestor subspecii. Este adesea întâlnită o foarte ușoară cădere a tonului la sfârșitul strigătului subspecii tristis, ceea ce explică tonul tânguitor. Subspecia tristis scoate și un "civit-civet" vioi, mai ales primăvara și la începutul verii, și un "psuu" tânguitor și descendent sau un "si-uu" sau "pii-uu" disilabic, iar în cartierele de iarnă din estul Indiei un "zit" sec.
Subspecia tristis are cântecul în comparație cu alte subspecii (inclusiv P. c. collybita) mai rapid, mai plângător (tânguitor), mai complex și variat, mai puțin temperat și mai ezitant, cu un ritm mai capricios (schimbător) și note disilabice sau trisilabice îmbinate împreună într-o strofă curgătoare care fluctuează în sus și în jos în ton, cu o distincție mai mică între note sau fraze, amintind uneori de cântecul pitulicii fluierătoare. Cântecul tipic poate fi redat printr-un "ce-civi-ciu-ciovii-ciuvo-ce-ciovii-civi-ciuii-civ",  "civi civi ciivi…", "ci-vit-ci-vit-ci-vit", "uiiciuu-uiiciuu-ceuii-ciuu", "uiit ciu uiit, uiit ciu uiit, uiit ciu uiit-uu, cit ciuu uiit ciuu uiit, ci-vit-ci-vit". Ca și în cazul subspeciilor europene, masculii agitați inserează adesea o notă disilabică "ciu-it" mai înăbușită între strofe, adesea mai dulceagă decât la păsările europene și cu un ton diferit a celor două silabe.
La subspecia menzbieri cântecul este la fel sau asemănător cu cel al subspeciei collybita sau abietinus, dar strigătul este monoton (invariabil în ton) ca cel al subspeciei tristis.
Cântecul pitulicii mici caucaziene (Phylloscopus collybita caucasicus) este foarte asemănător cu cântecul subspeciilor collybita și abietinus, dar strigătul este monoton (invariabil) și nu ascendent, asemănător cu cel al subspeciei tristis.
Subspecia brevirostris are strigătul invariabil monoton, nu ascendent, asemănător cu cel al subspeciei tristis.

## Habitatul
Trăiește în habitate asemănătoare cu cele ale pitulicii fluierătoare, dar se pare că este mai dependentă de copaci. Cuibărește în pădurile mature deschise de foioase (preferă cele cu fag, stejar, alun sau salcie), în pădurile mixte și în pădurile de conifere (cu pin, molid sau brad), cu subarboret abundent format din ierburi înalte și arbuști; în pajiști cu arbori rari și în zone deschise cu copaci mari, răzleți.  În regiunile de câmpie cuibărește în pădurile de foioase cu subarboret și în stufărișuri. Cuibărește și în habitatele antropice precum parcuri, livezi, grădini mari, cimitire vechi cu copaci și tufe, garduri vii cu arbuști de mai multe feluri, perdele forestiere de protecție din câmpii și în copacii de pe marginile drumurilor cu vegetație joasă bogată. În estul arealului cuibărește în pădurile de molid și pin din taigaua siberiană. Este frecvent întâlnită în pădurile umede de arin și salcie din văile râurilor, mai ales în sudul arealului; preferă habitate cu cel puțin câțiva copaci înalți, dar, excepțional, cuibărește în tufărișurile de lângă țărm unde nu cresc copaci înalți. În Alpi, Carpați, Caucaz, Ural și în Altaiul central, cuibărește în pădurile mixte de stejar și conifere și în tufărișurile montane de pe pantele munților, până la 2000 m.
În afara sezonului de cuibărit (toamna și iarna) se întâlnește în diferite habitate păduroase, de la pâlcurile mici de tufărișuri de pe coastă până la desișurile de salcie și stufărișuri (în special subspecia tristis) și în habitate mai deschise, cum ar fi parcurile, grădinile, livezile, terenurile agricole și gardurile vii; de asemenea, în mlaștini, în mangrove, crânguri de măslin și eucalipt și tufărișuri submontane până la 2100 m în nordul Indiei; adesea este găsită în apropierea apelor sau a zonelor umede. În vestul Africii preferă zonele mai umede cu Acacia nilotica față de Acacia tortilis din regiunile aride, iar în estul Africii (Kenya) iernează în păduri montane la 2500-3300 m.

## Prezența în România și Republica Moldova
În România cuibărește subspecia Phylloscopus collybita collybita. În pasaj, mai poate fi întâlnită și subspecia Phylloscopus collybita abietinus. Subspecia Phylloscopus collybita tristis (pitulicea mică siberiană) apare accidental toamna și iarna.
Subspecia Phylloscopus collybita collybita este foarte frecventă în toată România, observându-se în grupuri mici sau exemplare izolate. Ca specie clocitoare a fost întâlnită în pădurile de la șes, în zonele colinare și carpatine. Cuibărește atât în pădurile de foioase, mixte sau de conifere, cât și în habitatele antropice precum parcuri, livezi, cimitire vechi și grădini. Preferă pentru cuibărit pădurile de foioase, cu fag, stejar, alun sau salcie, dar poate fi găsită și în păduri mixte și chiar de conifere cu pin, molid sau brad. Preferă și habitatele umede. În Munții Carpați cuibărește de la poalele lor până la altitudini de 1.500-1.600 m. În Munții Rodnei, Maramureșului cuibărește până în zona jnepenișurilor. În Munții Călimani este întâlnita într-o densitate mare de la 800 la 1200 m, populând de fapt toate zonele din Defileul Mureșului până la liziera superioară a coniferelor. Este interesant faptul că în zonele de sud extracarpatice, cât și în Dobrogea, nu s-a întâlnit clocind. Este totuși probabilă clocirea și-n zonele respective, însă trebuie acordată o mai mare atenție. În păduri își instalează cuibul întotdeauna pe marginea acestora sau a poienilor într-o vegetație bogată; zonele cu subarboret sunt, de asemenea, preferate. Este frecvent întâlnită toamna în pasaj în toate zăvoaiele, pădurile, plantațiile și parcurile din Dobrogea de-a lungul coastei Mării Negre.
Subspecia Phylloscopus collybita abietinus este întâlnită în pasaj. Observațiile lui Dombrowski se referă numai la exemplare colectate în pasajul de toamnă, pe când D. Drost a observat pe Insula Șerpilor, între 18.IV și 13.V 1928, aproape zilnic mai multe exemplare, prinzând dintre acestea 10 vii, pe care le-a inelat.
Subspecia Phylloscopus collybita tristis (pitulicea mică siberiană) a fost colectată de D. Radu în iarna 1972 într-un parc dendrologic din București. Ulterior au fost observate apariții accidentale a acestei subspecii toamna (rareori iarna), mai ales pe de-a lungul coastei Mării Negre. În perioada 02.10.2007 - 31.01.2019 subspecia Phylloscopus collybita tristis a fost înregistrată de 30 de ori în România:
| Data       | Nr. ex. | Observatori | Județul / Localitatea      |
| ---------- | ------- | --- | -------------------------- |
| 31.01.2019 | 1       | Fântână Ciprian, Szabó József, Pál Lajos                                                                                | Constanța / Eforie Sud     |
| 05.11.2018 | 1       | Pál Lajos | Constanța / Vadu           |
| 29.10.2018 | 1       | Moldovan Istvan | Constanța / Agigea         |
| 26.10.2018 | 1       | Moldovan Istvan, Judit Veres Szászka, Vlad Madaras                                                                      | Constanța / Agigea         |
| 23.10.2018 | 1       | Daróczi J. Szilárd, Dósa Attila, Fülöp Attila, Szabó József, Nagy Attila, Marton Attila, Cotoară Andrei                 | Constanța / Grindul Chituc |
| 21.10.2018 | 1       | Daróczi J. Szilárd, Dósa Attila, Fülöp Attila, Nagy Attila, Marton Attila, Cotoară Andrei, Lesenciuc Ana-Maria și alții | Constanța / Grindul Chituc |
| 20.10.2018 | 1       | Daróczi J. Szilárd, Dósa Attila, Péter Zsolt, Papp Edgár, Miholcsa Tamás, Florin Chirilă, Kastal Ágnes                  | Constanța / Grindul Chituc |
| 15.10.2018 | 1       | Daróczi J. Szilárd, Dósa Attila, Miholcsa Tamás, Kastal Ágnes, Szabó József, Pál Lajos                                  | Constanța / Grindul Chituc |
| 11.10.2018 | 1       | Ölvedi Szilárd Zsolt, Dorin Damoc, Fântână Ciprian                                                                      | Constanța / Agigea         |
| 27.10.2017 | 1       | Szabó József, Ambrus Laca                                                                                               | Constanța / Vadu           |
| 05.10.2017 | 2       | Toth Piro, Aba-Mark Mihály                                                                                              | Covasna / Târgu Secuiesc   |
| 04.10.2017 | 4       | Toth Piro, Aba-Mark Mihály                                                                                              | Covasna / Târgu Secuiesc   |
| 03.10.2017 | 3       | Dóczé Kristóf Márk | Covasna / Târgu Secuiesc   |
| 29.09.2017 | 1       | Pál Lajos | Constanța / Tuzla          |
| 02.04.2017 | 1       | Cotorogea Cornel | Constanța / Vadu           |
| 15.12.2016 | 1       | Pál Lajos, Szabó József                                                                                                 | Constanța / Corbu          |
| 04.12.2016 | 2       | Mihai Cristian, Marius Iana, Mihai Zachi                                                                                | Ialomița / Jilavele        |
| 26.10.2016 | 2       | Marton Attila, Kovács István, Szentes Lajos, Farkas Zsófia, Bogdan Ciortan, Alexandre Baduel, Câmpan Kinga              | Constanța / Grindul Chituc |
| 19.10.2016 | 1       | Participantii taberei Chituc                                                                                            | Constanța / Grindul Chituc |
| 06.10.2016 | 1       | Participantii Taberei Ornitologice Grindul Chituc                                                                       | Constanța / Grindul Chituc |
| 23.10.2015 | 1       | Daróczi J. Szilárd, Ölvedi Szilárd, Marton Attila, Paul Țibu și alții                                                   | Constanța / Grindul Chituc |
| 22.08.2015 | 1       | Daróczi J. Szilárd | Mureș / Târgu Mureș        |
| 11.10.2014 | 1       | Participanții taberei de inelare Chituc                                                                                 | Constanța / Grindul Chituc |
| 08.10.2014 | 1       | Participanții taberei de inelare Chituc                                                                                 | Constanța / Grindul Chituc |
| 04.10.2014 | 1       | Daróczi J. Szilárd, Gyékény Gertrúd, Ölvedi Szilárd                                                                     | Mureș / Iernut             |
| 29.09.2014 | 1       | Participanții taberei de inelare Chituc                                                                                 | Constanța / Grindul Chituc |
| 18.09.2014 | 1       | Participanții taberei de inelare Chituc                                                                                 | Constanța / Grindul Chituc |
| 26.02.2014 | 1       | Luca Boscain | Tulcea / Periprava         |
| 23.10.2010 | 1       | C. De Francecshi, I. Kovács, F. Schneider și alții                                                                      | Tulcea / Sfântu Gheorghe   |
| 02.10.2007 | 1       | Fabian Schneider, B. Droz                                                                                               | Tulcea / Sfântu Gheorghe   |

În Republica Moldova pitulicea mică este o pasăre cuibăritoare comună. În Moldova cuibărește subspecia Phylloscopus collybita abietinus, în pasaj probabil se întâlnește și subspecia Phylloscopus collybita collybita. Pitulicea mică trăiește în toate pădurile Moldovei, dar este foarte numeroasă în Codri. Preferă zonele împădurite, de câmpie și cele colinare. Cuibărește în sectoarele împădurite, cu înveliș arbustiv și ierbos bogat. Este întâlnită și în livezile bătrâne adiacente pădurilor sau în desișurile de subarboret din preajma localităților. Cuibărește și în parcurile din Chișinău. În Codrii Centrali are un efectiv relativ mare cu o densitatea de 10-13 perechi/10 ha. Aici, în ocolul silvic din Lozova, pe o suprafață de 10 hectare Averin și Ganea au găsit 13 perechi cuibăritoare în 1968 în timpul sezonului de reproducere și o densitate ridicată a acestei specii în pădurile gospodăriei forestiere din Hîncești, unde într-o pădure pe o suprafață de aproximativ 10 hectare au fost găsite 10 cuiburi pe 24 mai 1957.

## Comportamentul
Pitulicea mică este întâlnită singură sau în perechi în sezonul de cuibărit, dar se poate adună în cârduri mici de până la 50 indivizi toamnă și iarna; păsările imature în căutarea hranei se alătură toamna cârdurilor hoinare mixte de pițigoi și de alte pitulici.
Este o pasăre nesperioasă și abordabilă, de care te poți apropia, fiind ușor de urmărit. Își petrece o mare parte din timp în căutarea insectelor prin frunziș, mișcându-se printre ramurile copacilor și tufișurilor, rar stă într-un loc. Își procură hrana de la nivelul solului până în coroana copacului. Ca și pitulicea fluierătoare, planează pentru a prinde insectele de pe marginile frunzișului sau se avântă iute după ele de pe o creangă pe distanțe scurte, dar mai puțin regulat.
Se mișcă rapid și frenetic, fâlfâind vizibil și frecvent din aripi. Mișcările cozii sunt pronunțate, are un obicei caracteristic de ași mișcă adesea în jos coada nedesfăcută sub nivelul corpului, atunci când se hrănește în coroana unui copac sau a unei tufe sau când este nervoasă, dar o flutură și într-o parte și într-alta. Are o alură orizontală, dar pieptul mai rotunjit dă impresia unei ținute mai verticale. Se mișca prin salturi pe pământ sau merge încet târându-se prin vegetația de pe sol. Zboară ușor dintr-un loc într-altul cu mișcări oarecum sacadate, care seamănă mai degrabă cu cele ale pițigoiului.

## Hrana
Pitulicea mică este o specie diurnă, insectivoră. Se hrănește mai ales cu ouă, larve, nimfe și adulți de insecte, precum și cu alte artropode (păianjeni etc.); de asemenea, cu moluște mici (Gastropoda); consumă uneori semințe și fructe sub formă de bobițe, în special toamna. Primăvara consumă uneori nectar și polen.
Printre artropodele consumate se numără plecopterele (Plecoptera), libelulele zigoptere (Zygoptera), lăcustele (Orthoptera), urechelnițele (Dermaptera), hemipterele (Hemiptera), neuropterele (Neuroptera), fluturii și moliile mici (Lepidoptera), muștele diptere (Diptera), inclusiv țânțarii (Culicidae), albinele mici (Hymenoptera), gândacii (Coleoptera), păianjenii (Araneae), acarienii (Acari).
Semințele și bobițele consumate sunt cele de fistic (Pistacea), filiree (Phillyrea), măslin (Olea), curmal japonez (Diospyros), cătină de garduri (Lycium), afin (Vaccinium), soc (Sambucus), coacăz și agriș (Ribes), prun (Prunus) și mesteacăn (Betula). În locurile de iernat în noiembrie aproape de Khartoum, din Sudan, păsările migratoare se hrăneau cu gumă arabică din copacii de acacia.
Hrana puilor din cuib este asemănătoare cu cea a adulților, dar cu o proporție mai mare de nevertebrate cu corp moale: diptere (țânțarii), lepidoptere (omizile moliei verde a stejarului și cotarilor), homoptere (afide) și păianjeni în primele zile. Compoziția hranei puilor variază în funcție de timp și de loc. În perioada 23 iunie - 5 iulie 1953, pe teritoriul stației biologice din Zvenigorod a Universității din Moscova, hrana puilor a constat din țânțari (30%), fluturi (22%), crizopide (11,5%), omizi (10%), muște (9%), alte insecte (11,6-11,7%); în alte cazuri, aici numărul omizilor a ajuns la 70% (din masa totală a hranei), au fost găsiți în hrană și păianjeni și libelule.
În stomacurile a 14 pitulici mici capturate în timpul migrației în luncă Uralului a fost găsite: 36 gărgărițe (Curculionidae), 56 gândaci de frunze (Chrysomelidae), 3 gărgărițe ale leguminoaselor (Bruchidae), un gândac mic de băligar (Geotrupidae), 11 ploșnițe fitofage (Heteroptera), 31 cicadelide (Cicadellidae), 2 fluturi, 12 diptere, 4 himenoptere, o furnică, un păianjen și numai într-un stomac rămășițele fructului de sparanghel. În Republica Moldova Averin și Ganea au analizat conținutului al 24 de stomacuri ale pitulicii mici și au găsit că numai unul dintre ele conținea hrană mixtă, restul conținând numai hrană animală, în principal fluturi și omizile lor, diptere, gândaci mici și larvele lor, păianjeni etc. Într-un singur stomac, au fost găsite rămășițele a două omizi și trei gărgărițe mici. Puii erau hrăniți în principal cu omizi, țânțari, muște și alte insecte mici.
Pitulicea mică este o pasăre insectivoră silvicolă folositoare, consumând datorită numărului său mare mulți vătămători periculoși ai silviculturii, cum sunt omizile cotarului de stejar, gândacii tăietori de frunze etc., contribuind în mod eficient la menținerea echilibrului ecologic al ecosistemelor silvice. În 1965-1968 când pădurile din Moldova au fost atacate puternic de molia verde a stejarului (Tortrix viridana), fiecare dintre părinți a adus puilor de fiecare dată cel puțin 4-6 omizi ale acestui dăunător năprasnic.
Își procură hrana singură sau în perechi, sau în timpul iernii și în pasaj, în grupuri de până la circa 50 indivizi, strigându-se reciproc aproape tot timpul printr-un piuit slab caracteristic; în căutarea hranei se alătură cârdurilor mixte formate de alte specii.
Pitulicea mică se hrănește în coroanele arborilor și arbuștilor, uneori agățându-se de capetele subțiri ale ramurilor așa cum fac pițigoii. Caută hrana în toate etajele vegetației, de la pământ până în coronamentul copacilor. Prinde insectele mai ales în frunzișul copacilor, în tufișuri și vegetația joasă, foarte rar coboară pe pământ în căutarea hranei; de asemenea, planează pe loc prinzând insectele de pe marginea frunzișului sau se avântă iute pe distanțe scurte după ele sau ciugulește prada de pe suprafața apei.  În timpul migrației se hrănește și în stufărișuri, iar pe vreme caldă și liniștită stă în stuf, departe de mal, prinzând cu dibăcie insectele de pe suprafața apei. Adesea își mișcă repetat coada în jos când caută hrana sau când este nervoasă.

## Reproducerea

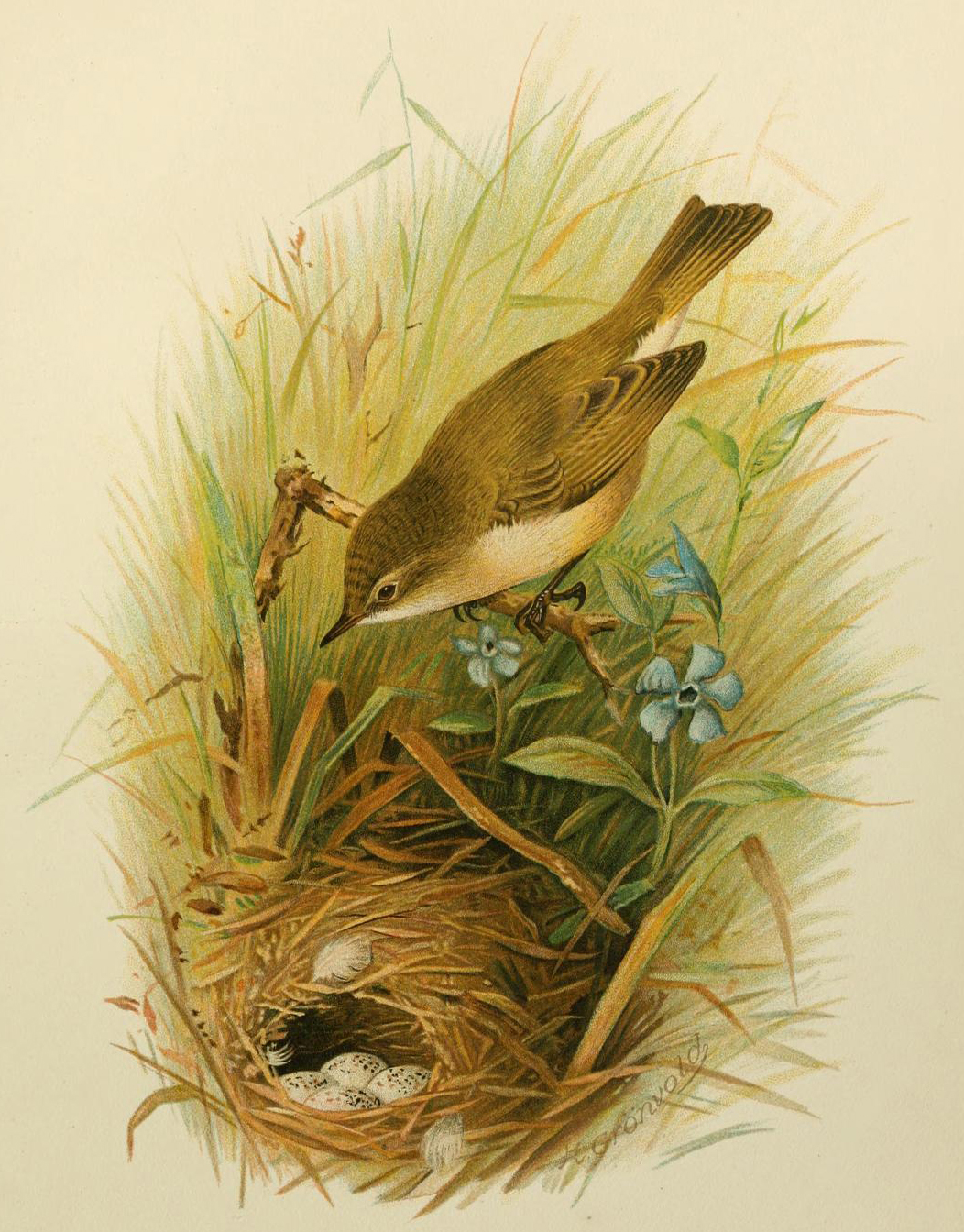
Cuibul pitulicii mici

Se reproduce din aprilie până la începutul lui august.
Este o specie predominant monogamă, dar în anumite părți ale arealului masculul apără două teritorii, ceea ce indică o poligamie potențială. Legătura dintre parteneri durează doar un sezon de reproducere.
În România și Republica Moldova pitulicea mică sosește primăvară la sfârșitul lunii martie - începutul lunii aprilie. Primii în locurile natale sosesc masculii, și în funcție de starea vremii își aleg un teritoriu de cuibărit imediat după sosire sau peste câteva zile, și încep să cânte permanent pentru a face cunoscut teritoriul ocupat și a atrage femela. Femela apare după 5-8 zile. Teritoriul ocupat este semnalat acustic și apărat cu înverșunare de către mascul de pe vârfurile unor crengi clar vizibile; conflictele de la hotarele teritoriului sunt frecvente.
Masculul în ritualul nupțial atrage femelele cu cântece lansate de pe poziții înalte.
Masculul, la prima întâlnire cu femela, se aruncă în picaj asupra ei, apoi o urmărește, începe să cânte sonor, ambii parteneri clăncăie cu ciocul ca semn pe contact; masculul efectuează, de asemenea, un zbor nupțial, planând în jos cu aripile întinse. Cuplul format caută un loc pentru cuib în limitele teritoriului ocupat. Împerecherea începe la sfârșit de aprilie și început de mai.
Cuibul este făcut de femelă, iar în acest timp masculul cântă, uneori se apropie în zbor de femelă, o însoțește, dar nu participă direct la construirea cuibului. Materialele pentru construirea cuibului femela le adună în imediata vecinătate a viitorului cuib. Stratul exterior al cuibului este țesut din ierburi uscate de graminee din anul trecut, diferite ierburi negraminee, bucăți de mușchi, bețișoare, rădăcinuțe, frunze uscate, crenguțe, resturi vegetale, coajă de arbust (caprifoi etc.),  și este căptușit abundent în interior cu pene și puf de pasăre (o dată – cu penele cocoșului de munte), care acoperă nu numai culcușul, ci și pereții și acoperișul cuibului,  în afară de pene în așternutul cuibului poate fi găsit puf vegetal și păr de animale, mai ales de cal.

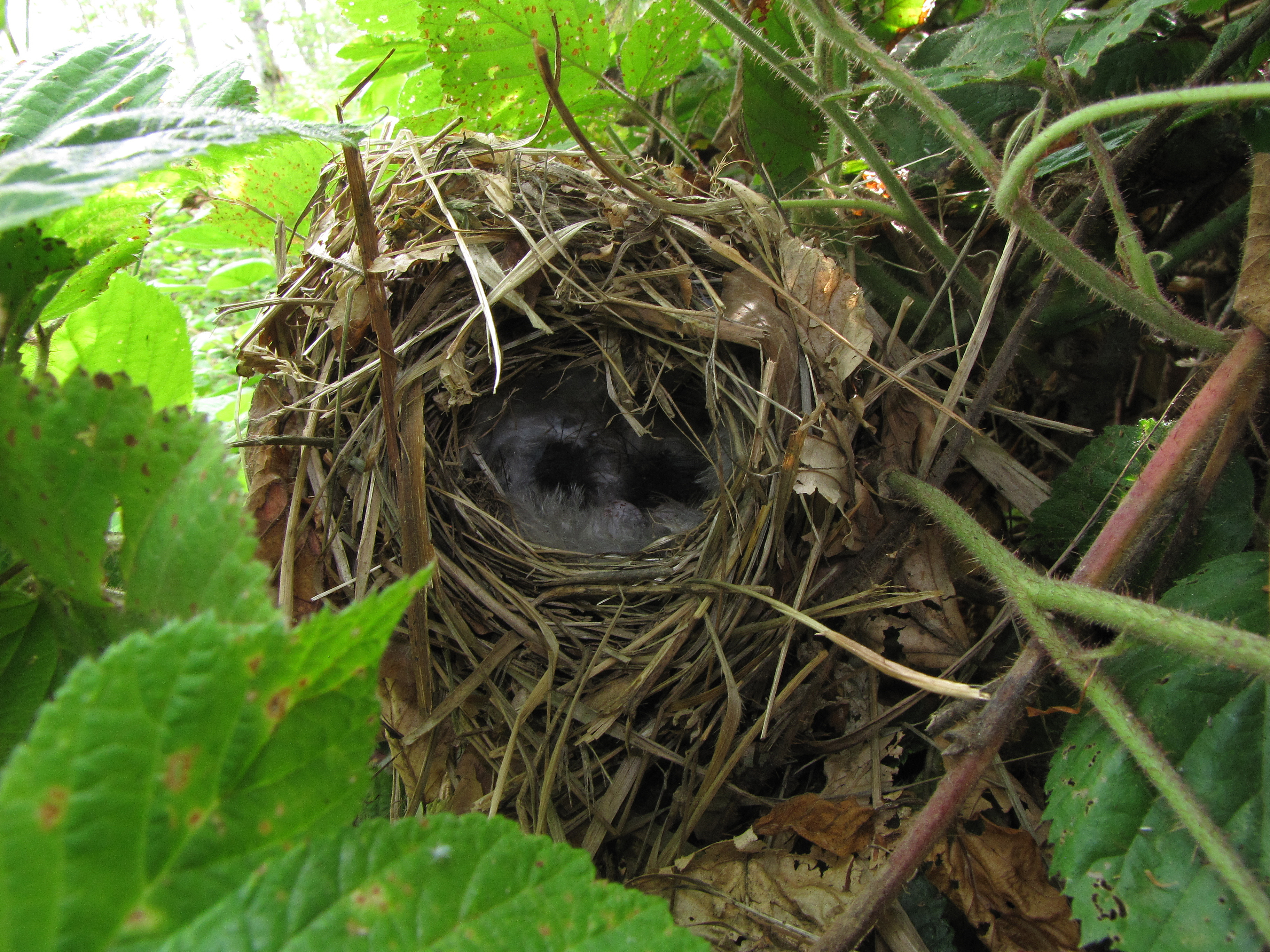
Cuibul pitulicii mici

Cuibul este mic și are o formă rotundă semisferică sau elipsoidală cu o intrare laterală, de obicei în treimea superioară a cuibului; el are o înălțime (pe axa verticală) de 90-140 mm, o lățime (pe axa orizontală) de 90-120 mm, diametrul găurii de intrare 35x40 mm, diametrul interiorului cuibului de la gaura de intrare până la peretele posterior al cuibului și adâncimea cuibului (de la acoperiș) este de 50-70 mm.
Femela își instalează cuibul în pădurile de foioase, mixte și chiar de conifere, însă întotdeauna pe marginea acestora sau a poienilor într-o vegetație bogată; zonele cu subarboret sunt, de asemenea, preferate. Cuibul foarte greu de găsit este totdeauna bine ascuns pe pământ, lângă un trunchi, lângă rădăcini, piatră ori povârniș, în vegetația scundă din liziere, terasamente de drumuri forestiere sau tăieturi de pădure. Cuibul este amplasat de obicei direct pe pământ, pe un suport de frunze moarte sau printre ramurile căzute, sau agățat la o înălțime de până la 0,5 cm deasupra solului într-o tufă de mur (Rubus fruticosus), în urzici (Urtica) sau pe alte tulpini cu spini, de asemenea, în aglomerări de păducel (Prunus spinosa), în vegetație ierboasă înaltă sau în altă vegetație deasă. Într-un studiu NRS (Nest Record Scheme) din Marea Britanie cuibul a fost amplasat în mur (Rubus spp.) - 56%, iarbă - 12%, ferigă (Pteridium) - 6%, drobiță spinoasă (Ulex spp.) - 5%, urzică (Urtica dioica) - 4%, alte locuri -17%. Larisa Bogdea a găsit în parcurile din Chișinău că cuibul a fost amplasat direct pe sol în vegetația deasă (4 cuiburi), împletit la baza tulpinii tufarilor (2 cuiburi) și chiar pe tufari la înălțime de 10 cm de la sol. În zonele unde prădătorii tereștri sunt numeroși cuibul poate fi amplasat la peste 1 m de la sol, în Rusia până la 10 m,  pe o buturugă, sau într-o tufă deasă, sau într-un copac, sau într-un desiș de conifere tinere, dar întotdeauna în apropierea unui loc luminos, deschis. În Kazahstan cuiburile au fost găsite numai în tufișuri și copaci: pe colinele din Kokcetav, în tufișuri de salcie, coacăz, măceș și în pini tineri, la 0,2-1,5 m de la pământ; în Altai a fost găsit un cuib pe o piatră, trei în tufișuri, la 0,4-0,8 m de la pământ și patru în brazi înalți, la 4-10 m de pământ. În tufișuri cuiburile sunt așezate între ramuri și bifurcația lor; în brazi pe ramurile laterale și pe cetinele acelor, la 0,6-1,5 m de trunchi; rareori pe o ramură groasă de lângă trunchi.
La o zi după terminarea construirii cuibului, femela depune primul ou. Femela se ouă dimineața în fiecare zi. În sudul arealului depune de obicei două ponte pe an, prima pontă este depusă în mai, a doua pontă este depusă în iunie. Prima pontă constă din 1-9 ouă, de obicei 5-6, uneori  7, iar a doua pontă este mai puțin numeroasă, fiind formată din 4-5 ouă. Dombrowski în România a găsit la finele lui aprilie primul cuibar, constând din cinci până la șase ouă și la finele lui iunie al doilea, cu patru până la cinci. După Averin și Ganea în Republica Moldova prima pontă este depusă de obicei în prima jumătate a lunii mai. În pădurea de la Chițcani din raionul Tiraspolul ei au găsit pe 21 mai 1965 un cuib cu o pontă completă (5 ouă erau deja clocite). În 1966 ei au găsit o pontă cu ouă incubate pe 18 mai, iar în 1968 pe 16 mai. Cea de-a doua pontă este depusă în Republica Moldova în a treia decadă a lunii iunie. Averin și Ganea au găsit a doua pontă incompletă (2 ouă) în raionul Orhei la 21 iunie 1961 și 3 ponte complete la 23 și 24 iunie 1961 în pădurea de la Lozova.  Larisa Bogdea a găsit în Republica Moldova cea mai timpurie pontă la 16 aprilie 2007 și 18 aprilie 2010. În parcurile din Chișinău ponta completă a fost depusă la sfârșitul lunii aprilie – primele zile ale lunii mai (22.04-1.05.2007) și a constat din 6 ouă (în toate cuiburile), în fiecare zi se depune câte un ou, iar incubația începe cu ultimul ou depus. Ponte proaspete complete au fost întâlnite în Ucraina si Bielorusia începând cu 15 mai, în regiunea Moscovei începând cu 20 mai, în regiunea Leningrad de la începutul lunii iunie, în Republica Carelo-Finică de la mijlocul lunii iunie. Ouăle sunt albe sau galben-albicioase acoperite cu numeroase pete mici brun-roșcate (care uneori formează o cunună la capătul rotund al oului), sau cu pete răzlețe mai mari cenușiu-roșietice superficiale și violet-cenușii profunde. Dimensiunile a 14 ouă în Rusia au fost 14,5-16,5×11,8-12,1 mm, în medie 15,22×12,16 mm. Douăzeci și unu de ouă măsurate de Dombrowski în România au rezultat în medie 15×12 mm; maxim 16×12,7 mm; minim 13,3×2 mm. În Republica Moldova dimensiunile ouălor sunt între 14,9-16,6 x 11,9-12,3 mm, ouăle sunt oval-eliptice ca formă, iar culoarea de fond este alb cu pistrui brun-roșcat.

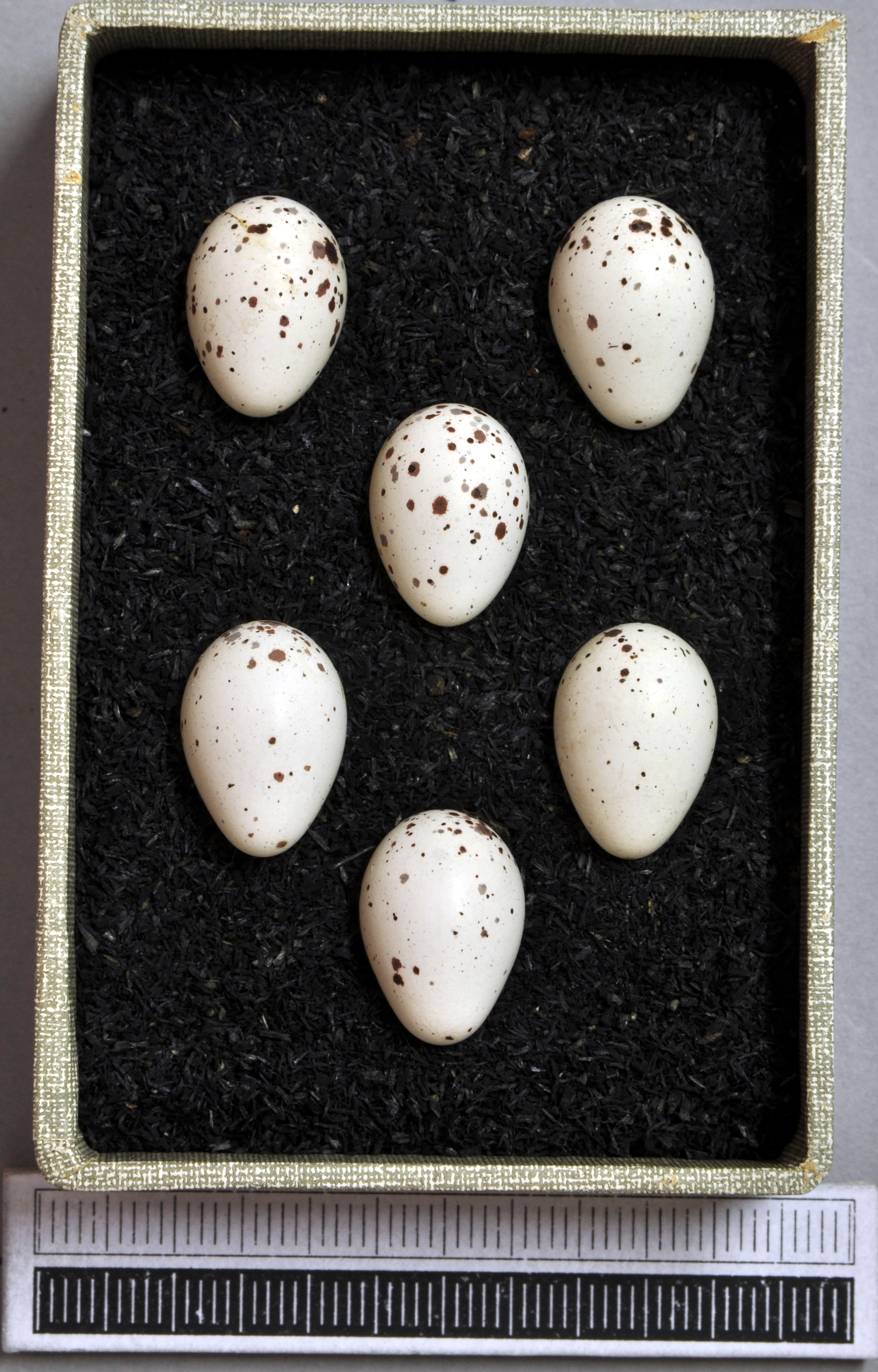
Ouăle pitulicii mici

Incubația este asigurată numai de către femelă și durează 13-15 zile (de obicei 13 zile). Femela clocește de la ultimul ou depus, masculul în acest timp cântă lângă cuib, și uneori însoțește femela, atunci când aceasta părăsește cuibul ca să se hrănească.
Puii sunt nidicoli, ei sunt hrăniți mai ales de către femelă, masculul o poate ajuta (raportul dintre efortul în hrănire puilor a femelei față de cel al masculului este de circa 4:1).  În primele cinci zile femela acoperă și încălzește puii eclozați mai mult timp. Puii cresc foarte repede, iar la vârsta de 5-9 zile adaugă în greutate zilnic aproximativ 1000 mg. Ulterior creșterea lor încetinește și înainte de părăsirea cuibului adaugă în greutate zilnic 50-150 mg, greutatea acestora în acest timp fiind de 8,1-8,9 g. Femela aduce zilnic mâncare puilor din cuib de 205-212 ori în decurs de 16-17 ore în a 10-a – a 12-a zi de la eclozarea lor și în același timp femela îndepărtează zilnic de 50-55 de ori din cuib capsulele cu excremente ale puilor. Capsulele le aruncă în zbor la o distanță de 7-12 m de la cuib. Femela stă noapte în cuib cu puii.
Puii rămân în cuib 14-16 zile, însă în condiții cu hrană mai putină chiar la 17 zile; puii devin independenți la 10-19 zile după părăsirea cuiburilor. După plecarea din cuib a puilor întreaga familie stă prin tufișuri în apropierea cuibului, iar adulții, mai ales femela, îngrijește și hrănește în continuare timp de 4 săptămâni puii până aceștia devin independenți și încep a hoinări. Puii părăsesc cuibul în sudul arealului și în regiunile centrale ale Rusiei de la mijlocul lunii iunie, în regiunea Kuibîșev la 9-12 iulie, în munții din estul Ciscaucaziei (Caucazul de Nord) la sfârșitul lunii iunie - ultima săptămână a lunii iulie și în munții Transcaucaziei la 2-12 august. Pe la jumătatea lunii august adulții și puii se mută în locuri deschise și încep să hoinărească. În Republica Moldova puii din prima pontă părăsesc cuibul la începutul lunii iunie: în 1962 la 6 iunie, în 1968 la 9 iunie, iar cei din a doua pontă părăsesc cuibul în a doua jumătate a lunii iulie.
Succesul reproductiv este bun, de ex. din 70 de ouă depuse de păsări timp de peste 12 ani pe peninsula Iamal (nordul Rusiei), 81% au eclozat, iar 72% din puii eclozați au devenit adulți și ulterior s-au reprodus cu succes. Într-un studiu NRS (Nest Record Scheme) din Marea Britanie eșecul reproductiv s-a datorat animalelor de pradă (75,7 %), abandonării cuibului (14,1%), condițiilor meteorologice (2,4%), decesului puilor (4,4%), altor factori (3,4%). Pierderile pontei au fost cauzate în principal de animalelor de pradă, ca gaițele, coțofenele, șerpii, pisicile, veverițele, șobolanii și câinii. Abandonarea cuibului și alți factori au fost mai puțin importanți. În pădurea din Wytham (Marea Britanie), nevăstuicile au fost principalii prădători ai cuiburilor, reprezentând 37,5% din toate pierderile, urmate de vulpi și bursuci (18,7%) și corvide (9,4%). Prădătorii neidentificați au reprezentat 15,6% din pierderi. În Franța a fost arătat că creșterea numărului mistreților intensifică prădarea acestei specii care își face cuibul pe pământ sau în apropierea lui. În Republica Moldova succesul reproductiv a fost de 47,8 %; prădătorii principali sunt jderii de pădure, ciorile și coțofenele; de asemenea, condițiile nefavorabile ale vremii (frigul, ploile îndelungate, primăverile reci) duc la creșterea ratei mortalității.
Pitulicea mică ajunge la maturitate sexuală la vârsta de un an. Atinge în libertate longevitatea maximă de 7-8 ani, de obicei longevitatea este de 1-4 ani.

## Deplasări sezoniere
Subspeciile caucasicus și menzbieri de obicei se deplasează altitudinal; în timpul iernii coboară la altitudini joase, iar la sfârșitul lui aprilie se întorc spre locurile de cuibărit din munți. Restul subspeciilor sunt migratoare.
Cu excepția unui număr mic care rămân în unele părți din nord-vestul și sud-vestul Europei, populațiile din Europa și vestul Asiei migrează după reproducere spre cartierele de iernat din regiunile din jurul Mării Mediterane, la est spre spre cartierele de iernat din Siria spre sud până în vestul și centrul Arabiei, și spre cartierele de iernat din nord-estul Africii spre sud de-a lungul Nilului până în nordul Etiopiei, nordul Somaliei și vestul Keniei; de asemenea migrează spre cartierele de iarnă din Insulele Canare, și din nord-vestul și vestul Africii în regiunile de lângă țărm și din Mauritania și Senegambia la est până în Ciad și nordul Nigeriei.
Populațiile estice (subspecia tristis) migrează la sud de Tian-Șan și Himalaia în Uzbekistan, sudul Turkmenistanului și sudul Iranului, la est din Pakistan până în sudul Nepalului (până la 2800 m în pasaj), Bhutan, India (la sud până în Maharashtra și Orissa) și Bangladeș.
Pitulicea mică migrează mai ales noaptea, poate parcurge 100 km într-o zi, iar când traversează marea parcurge peste 400 km în două zile. Pleacă din locurile de cuibărit de la mijlocul lui august, dar majoritatea migrează în a doua jumătate a lui septembrie. Din nordul și centrul Europei se îndreaptă în principal către sud-vest sau sud-est spre locurile de traversare de la capetele Mării Mediterane; este prezentă pe tot parcursul anului în Spania, dar numărul indivizilor crește în noiembrie-martie. Păsările care cuibăresc în Norvegia și Suedia se îndreaptă către sud-vest (inclusiv prin Marea Britanie) și cele din Finlanda se deplasează spre sud-est, dar rută migratoare mai spre sud este mai puțin clară (iar un număr mic se îndreaptă și în direcția nord-sud de-a lungul coastei mediteraneene). În Europa femelele iernează mai la sud decât masculii: un procent mai mare de masculi decât femele se găsesc în centrul și nordul Europei, inclusiv în nordul Portugaliei și nordul Spaniei, și un procent mai mare de femele în regiunea circum-mediteraneană.
Pitulicea mică trece în pasaj prin Iberia și nordul Africii de la sfârșitul lui septembrie până la sfârșitul lui noiembrie și sosește în vestul Africii (Gambia, Senegal) cam în același timp. Este prezentă în Sudan și Etiopia începând cu octombrie, dar nu până în decembrie în Kenya și Uganda; vizitator neobișnuit (doar zece înregistrări) în Somalia în noiembrie-mai.
Subspecia tristis pleacă din Siberia și estul extrem al arealului de la sfârșitul lui septembrie până la jumătatea lui octombrie, trece în pasaj din vestul Mongoliei, prin vestul Chinei (la vest de provincia Qinghai) și prin Kazahstan (unde un număr mic iernează în sud) până la mijlocul lui octombrie; sosește în nordul Pakistanului și nordul Indiei (Punjab) la începutul lui septembrie, dar majoritatea sosesc la mijlocul lui octombrie. Primele păsări migratoare ajung în India la începutul lui septembrie, iar în Irak, Emiratele Arabe Unite și în cea mai mare parte a Arabiei de la jumătatea lui octombrie până la sfârșitul lui octombrie.
Migrația de primăvară spre locurile de cuibărit din nord începe în februarie, este maximă în martie și aprilie, păsările ajung în cea mai mare parte a Europei și centrul Rusiei în martie, dar majoritatea sosesc în locurile de cuibărit la începutul lui aprilie (însă unele sunt încă prezente în această perioadă în nordul Indiei), scăderile de temperatură din timpul primăverii provoacă oprirea temporară a migrației spre nord; mai la est, sosesc la sfârșitul lui aprilie și începutul lui mai, când unele pleacă încă din Africa; un număr mic rămâne pe tot parcursul verii în Mali.
Subspecia tristis pleacă din cartierele de iarnă de la sfârșitul lui februarie/începutul lui martie până la mijlocul lui mai, trecând în pasaj prin nordul Afganistanului, Kazahstan și sud-vestul Mongoliei din aprilie până la începutul lui mai și primele sosesc în centrul Siberiei de la începutul lui mai; ajung în nordul extrem și partea de est ale arealului abia la începutul lui iunie.
Subspecia nominată și abietinus apar accidental  la nord în insula Urșilor și insula Jan Mayen, la vest în Madeira și insulele Capului Verde, și la sud în Liberia și nordul Tanzaniei; adesea hoinărește spre nord-vest până în Islanda, mai ales primăvara.
Subspecia tristis apare accidental în timpul vagabondajului pe coasta nord-estică a Chinei și în Coreea, precum și în Sudan. Un număr mic de indivizi considerați în prezent ca aparțin acestei subspeciei (dar care pot include și indivizi de culoare deschisă ai subspeciei abietinus sau subspeciei intermediare "fulvescens") apar regulat în timpul pasajului și din când în când iarna, în vestul Europei, mai ales în Olanda și Insulele Britanice. Subspecia tristis apare accidental și în România toamna, rareori iarna.

### România și Republica Moldova
Pitulicea mică sosește în România începând cu a doua decadă a lunii martie până în prima jumătate a lunii aprilie. Trecerile de-a lungul coastei Mării Negre se situează mai ales în aprilie. Plecările spre sud încep din a doua jumătate a lunii septembrie până la sfârșitul  lunii octombrie, chiar prima decadă a lunii noiembrie. Către finele lui august păsările care au clocit în munți coboară deja la șes și rămân prin zăvoaie și grădini, până la finele lui octombrie. În Munții Călimani primele exemplare sosesc la începutul lunii aprilie, iar ultimele pleacă în prima decadă a lunii octombrie.
Data sosirii și plecării pitulicii mici (subspecia collybita) în România după Dombrowski (1912).
| Anul  | Primul exemplar | Ultimul exemplar |
| ----- | --------------- | ---------------- |
| 1896. | —               | 22.XI.           |
| 1897. | 14.III          | 18.XI.           |
| 1898. | 19.III          | 31.X.            |
| 1899. | 12.III          | 21.XI.           |
| 1900. | 20.III          | 28.X.            |
| 1901. | 12.III          | 30.X.            |
| 1902. | 19.III          | 24.XI.           |
| 1903. | 15.III          | 31.X.            |
| 1904. | 19.III          | 18.XI.           |
| 1905. | 21.III          | 24.XI.           |
| 1906. | 16.III          | 30.X.            |
| 1907. | 14.III          | 21.XI.           |
| 1908. | 15.III          | 1.X.             |
| 1909. | 19.III          | 25.X.            |

Pitulicea mică sosește primăvară în Republica Moldova la sfârșitul lui martie - începutul lui aprilie. Primii sosesc masculii. Cea mai timpurie sosire a fost înregistrată la 21 martie 1968 (în Chișinău) și 24 martie 1961 (raionul Vulcănești). Migrația de toamnă începe în prima decadă a lunii septembrie și durează până în a treia decadă a lunii octombrie. Exemplare singuratice pot fi întâlnite până la jumătatea lunii noiembrie.
Data apariției pitulicii mici în Republica Moldova.
| Locul observației                               | Data apariției primilor indivizi |
| ----------------------------------------------- | -------------------------------- |
| Livada din Coșnița, raionul Dubăsari            | 2.IV 1959                        |
| Pădurea Pîrîta din raionul Dubăsari             | 30.III 1960                      |
| Împrejurimile satului Manta, raionul Vulcănești | 24.III 1961                      |
| or. Chișinău                                    | 27.III 1962                      |
| Împrejurimile satului Manta, raionul Vulcănești | 27.III 1964                      |
| or. Chișinău                                    | 1.IV 1965                        |
| Ocolul silvic Lozova din raionul Nisporeni      | 3.IV 1966                        |
| Ocolul silvic Lozova din raionul Nisporeni      | 30.III 1967                      |
| Împrejurimile or. Chișinău                      | 21.III 1968                      |

## Statutul și conservarea
Populația globală este foarte mare și specia nu este amenințată cu dispariția la nivel global (LC după criteriile IUCN).
Pitulicea mică este comună și în unele locuri numeroasă. Subspecia tristis este rară în Altai și estul Tian-Șanului.
În Europa, populația cuibăritoare este estimată la 41.000.000-59.500.000 de perechi, ceea ce echivalează cu 81.900.000-119.000.000 de indivizi maturi. Populația globală este probabil de 10.000.000-500.000.000 de indivizi maturi.
Cele mai mari populații cuibăritoare din Europa se află în Rusia europeană (17.000.000-20.000.000 de perechi cuibăritoare), Franța (3.200.000-6.400.000), România (2.500.000-5.000.000), Polonia (2.500.000-2.900.000), Germania (2.450.000-3.800.000), Ucraina (1.600.000-2.200.000) și Croația (1.000.000-1.500.000). Populația în nordul Europei este estimată a fi de 145.000-300.000 de perechi în Norvegia, 240.000-350.000 în Finlanda și 166.000-351.000 în Suedia. Se estimează că ar fi circa 1.200.000 de perechi în Marea Britanie și 198.200-704.460 în Irlanda.
Populația din România este foarte mare fiind estimată a fi de 2.500.000-5.000.000 de perechi cuibăritoare. Populația din Republica Moldova este estimată la 30.000-50.000 de perechi cuibăritoare.
Densitățile în teritoriile de reproducere sunt variabile, scăzând spre marginile arealului, în special în nordul Scoției, Scandinavia, Balcani și Ucraina. Densitățile cele mai mari, de peste 10.000 de perechi cuibăritoare/50 km², se întâlnesc în zonele temperate din centrul și estul Europei, scăzând sub 5000 de perechi/50 km² în sudul Europei și mai puțin de 2000 perechi/50 km² în nordul Scandinaviei.
Nu s-au înregistrat schimbări majore evidente ale arealului sau populației începând cu anii 1950; a continuat să colonizeze sudul Suediei, însă se crede că numărul păsărilor a scăzut încet în nordul Scandinaviei posibil ca urmare a schimbărilor structurii pădurilor. Fluctuațiile populației britanice la începutul anilor 1970 și din nou în anii 1980 au coincis cu secetele din cartierele de iarnă din vestul Sahelului african și au fost probabil cauzate de aceste secete; populația britanică s-a restabilit începând cu 1985. 
În Europa, trendul populațional din1980-2013 a arătat că populațiile au crescut moderat (EBCC 2015).
Populația europeană estimată de perechi cuibăritoare.
| Țara (sau teritoriul) | Populația estimată (perechi cuibăritoare) | Anul estimării |
| --------------------- | ----------------------------------------- | -------------- |
| Albania               | 2.000-5.000                               | 2002-2012      |
| Andorra               | 300-500                                   | 1999-2001      |
| Armenia               | 1.000-3.000                               | 2002-2012      |
| Austria               | 450.000-700.000                           | 2001-2012      |
| Azerbaidjan           | 10.000-100.000                            | 1996-2000      |
| Bielorusia            | 850.000-950.000                           | 2001-2012      |
| Belgia                | 220.000-620.000                           | 2008-2012      |
| Bosnia și Herțegovina | 300.000-500.000                           | 2010-2014      |
| Bulgaria              | 200.000-700.000                           | 2005-2012      |
| Croația               | 1.000.000-1.500.000                       | 2014           |
| Cehia                 | 900.000-1.800.000                         | 2012           |
| Danemarca             | 300.000                                   | 2011           |
| Estonia               | 500.000-650.000                           | 2008-2012      |
| Finlanda              | 240.000-350.000                           | 2006-2012      |
| Franța                | 3.200.000-6.400.000                       | 2008-2012      |
| Georgia               | Prezent                                   | -              |
| Germania              | 2.450.000-3.800.000                       | 2005-2009      |
| Grecia                | 20.000-50.000                             | 2008-2012      |
| Ungaria               | 529.000-663.000                           | 2000-2012      |
| Irlanda               | 198.200-704.460                           | 2006-2011      |
| Italia                | 500.000-1.000.000                         | 2010           |
| Kosovo                | 80.000-150.000                            | 2009-2014      |
| Letonia               | 581.838-927.414                           | 2012           |
| Liechtenstein         | 500-800                                   | 2009-2014      |
| Lituania              | 500.000-1.000.000                         | 2008-2012      |
| Luxemburg             | 25.000-30.000                             | 2008-2012      |
| Macedonia             | 50.000-300.000                            | 2001-2012      |
| Moldova               | 30.000-50.000                             | 2000-2010      |
| Muntenegru            | 40.000-80.000                             | 2002-2012      |
| Olanda                | 593.047-646.960                           | 2008-2011      |
| Norvegia              | 145.000-300.000                           | 2013           |
| Polonia               | 2.500.000-2.900.000                       | 2008-2012      |
| România               | 2.500.000-5.000.000                       | 2010-2013      |
| Rusia                 | 17.000.000-20.000.000                     | 2000-2008      |
| Serbia                | 360.000-560.000                           | 2008-2012      |
| Slovacia              | 600.000-1.000.000                         | 2002           |
| Slovenia              | 160.000-200.000                           | 2001-2012      |
| Spania                | 655.000-1.040.000                         | 2004-2006      |
| Suedia                | 166.000-351.000                           | 2008-2012      |
| Elveția               | 200.000-300.000                           | 2008-2012      |
| Turcia                | 100.000-500.000                           | 2013           |
| Ucraina               | 1.600.000-2.200.000                       | 2000           |
| Marea Britanie        | 1.200.000                                 | 2009           |
| Uniunea Europeană     | 19.200.000-32.000.000                     | -              |
| Europa                | 41.000.000-59.500.000                     | -              |